# Fryderyk Chopin

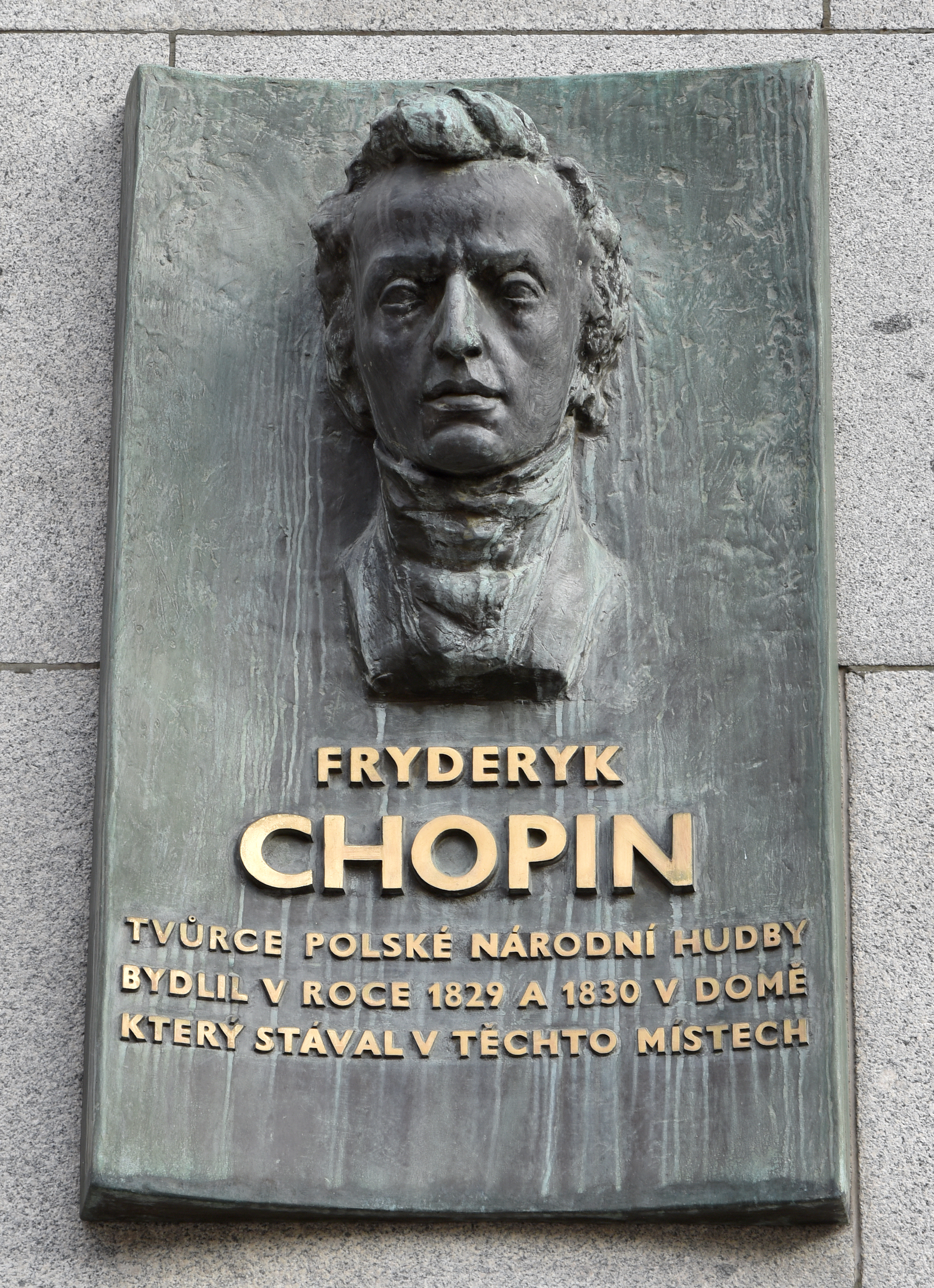
Pamětní deska připomínající pobyt Fryderyka Chopina v hotelu stojícím na místě dnešní ČNB v Praze

Fryderyk Franciszek Chopin, francouzsky Frédéric François Chopin, výslovnost česká [šopén], francouzská [ʃopɛ̃], dříve psáno rovněž „Szopen“ (22. února nebo 1. března 1810, Żelazowa Wola – 17. října 1849, Paříž) byl polský skladatel klasické hudby a klavírní virtuos období romantismu, který proslul jako „básník klavíru“.
Jeho otec byl francouzský emigrant, matka pocházela ze zchudlého šlechtického rodu z Polska. Fryderyk Chopin prožil dětství ve Varšavě, kde se v roce 1816 začal učit hru na klavír u Čecha Vojtěcha Živného. Již v sedmi letech se pokoušel o své první skladby. Od roku 1822 byl žákem varšavského lycea a mezi léty 1826–1829 se učil u Józefa Elsnera hudební teorii na konzervatoři. Po škole slavil úspěch koncertováním ve Vídni a Drážďanech, na území dnešního Česka měl malý soukromý recitál v Teplicích. V roce 1830 opustil Polsko a vydal se do Vídně. V roce 1831 přesídlil do Paříže, kde působil také jako učitel hudby. Zde navázal vztah se spisovatelkou George Sandovou, se kterou se však nikdy neoženil, a po rozchodu s ní již nenavázal další vztah. V letech 1838–1839 pobýval na Mallorce, kde těžce onemocněl tuberkulózou. Často pobýval v lázních po celé Evropě, v roce 1848 cestoval i po Anglii a Skotsku. Své nemoci podlehl 17. října 1849 v Paříži, kde je též pohřben, jeho srdce ve stříbrné schránce je však uloženo ve Varšavě. Na jeho počest se ve Varšavě koná každoroční mezinárodní soutěž mladých klavíristů.
Svá díla psal především pro sólový klavír a všechny jeho ostatní skladby obsahují klavírní part. Mezi jeho nejvýznamnější skladby patří především díla malého rozsahu, nokturna, valčíky nebo cyklus preludií. Komponoval také taneční skladby, přičemž polský národní prvek vyniká nejvíce v 60 mazurkách a ve slavnostních polonézách. Nejvýznamnější skladby rozsáhlejšího charakteru jsou jeho klavírní sonáty, ze šesti skladeb pro klavír a orchestr vynikají především dva klavírní koncerty.
Chopin velmi radikálně změnil vnímání některých hudebních forem v raném romantismu. Některé rozvedl a krystalizoval jejich podobu (nokturno), u některých změnil jejich význam (polonéza, preludium) a některé nově vytvořil (balada). Ve svých pozdních opusech, jako v klavírních sonátách nebo violoncellové sonátě, se však často vracel ke klasickým formálním řešením.
V českých zemích měl Chopin vliv na Smetanu, který ho velmi obdivoval. Smetana prohlásil: „Jeho skladbám měl jsem ve všech koncertech co děkovat za úspěch a od té doby, co jsem skladby jeho byl poznal a pochopil, věděl jsem též, co mojí úlohou jest“.

## Biografie

### Dětství

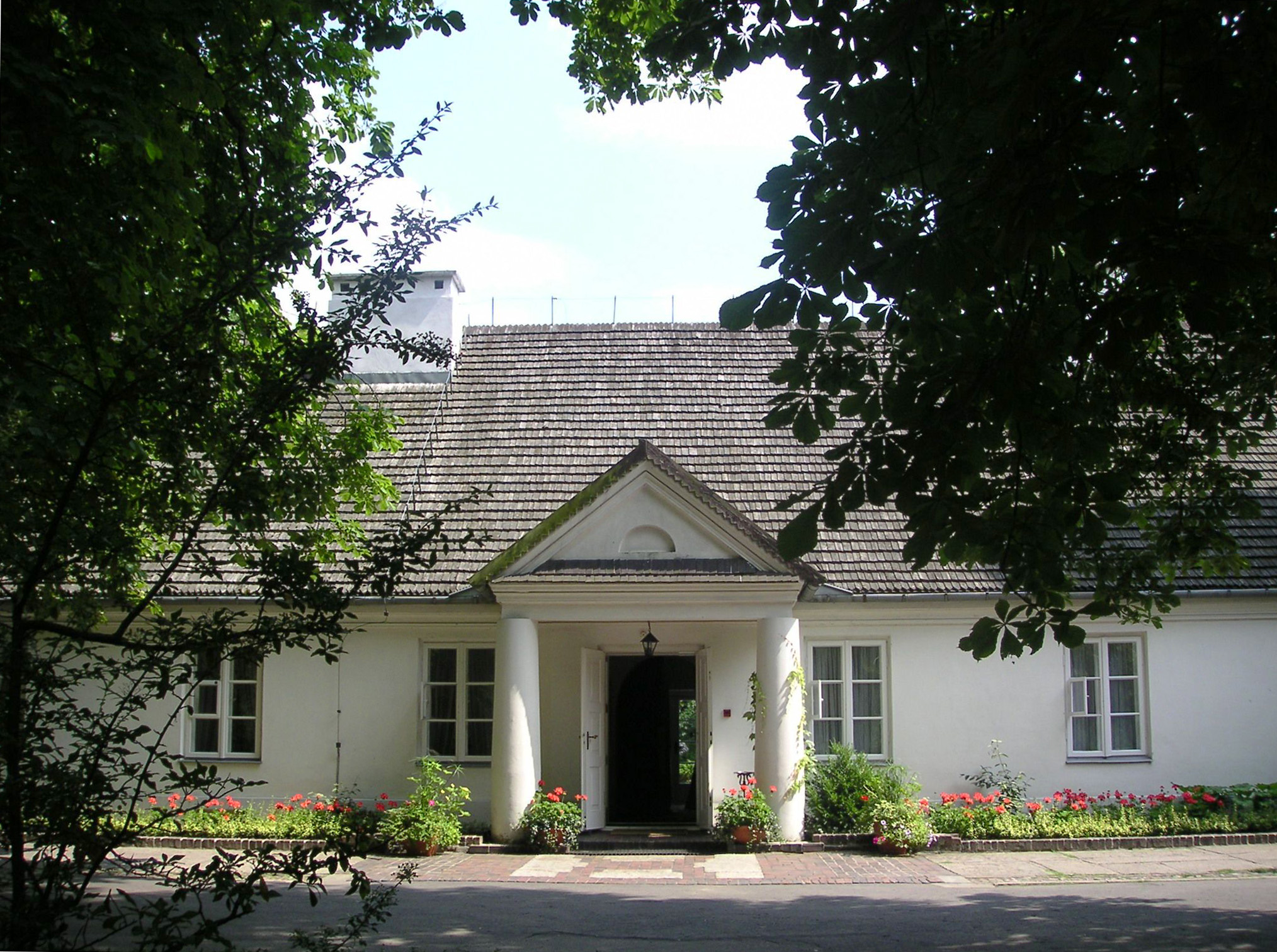
Chopinovo rodiště v obci Żelazowa Wola

Narodil se v obci Żelazowa Wola nacházející se 60 km západně od Varšavy v Sochaczewském okrese, v tehdejším Varšavském knížectví. Jeho otec, Mikołaj (francouzsky Nicolas) Chopin, původem Francouz z Lotrinska, emigroval do Polska roku 1787 ve věku 16 let a sloužil v polské národní gardě během Kościuszkova povstání proti ruské nadvládě roku 1794. Zároveň vyučoval děti polských šlechticů, mj. hrabat Skarbků, s jejichž příbuznou, Justynou Krzyżanowskou, se oženil.
Justynin bratr byl otcem pozdějšího generála Unie za americké občanské války, Włodzimierza Krzyżanowského.

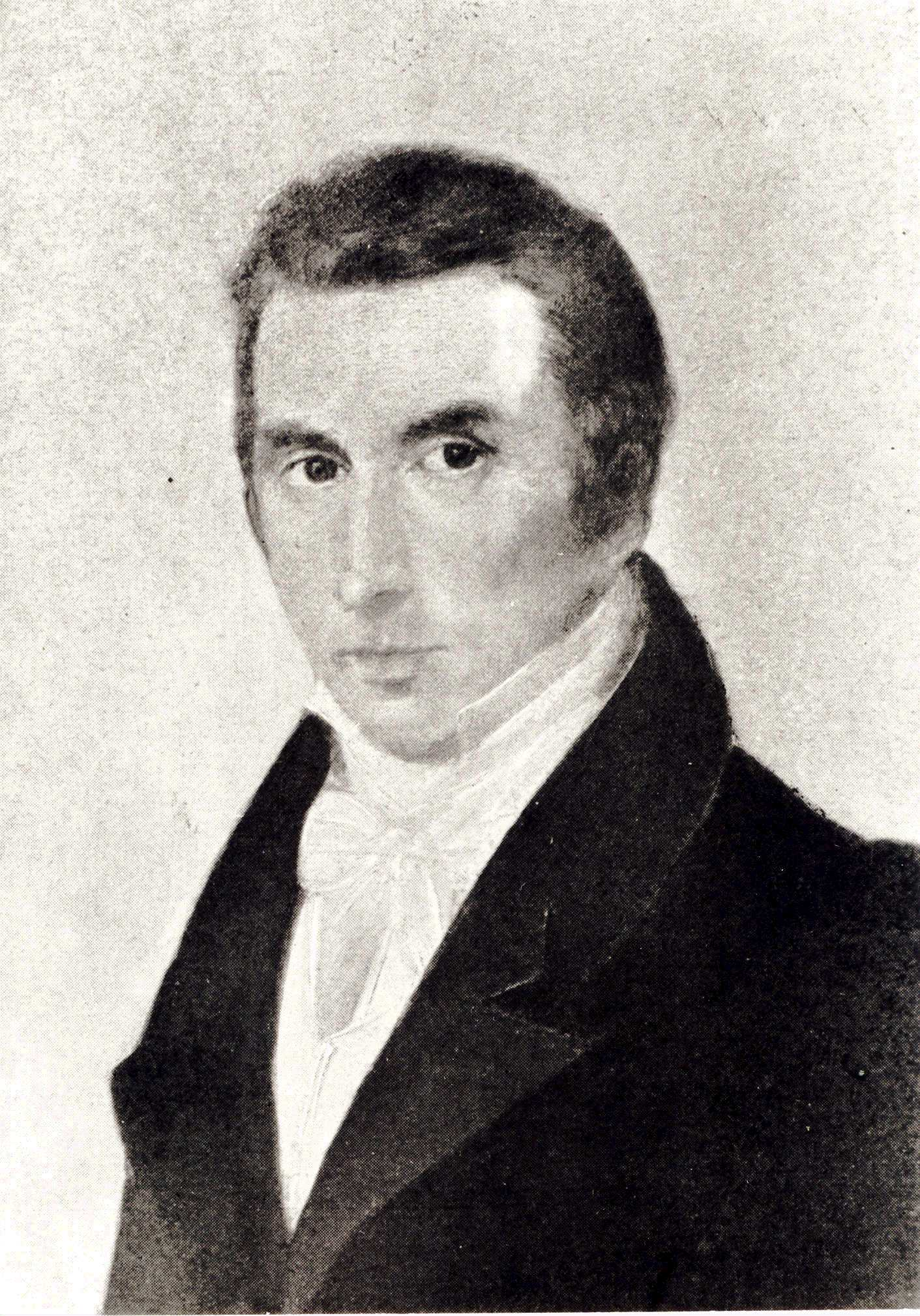
Mikołaj Chopin dle Mieroszewského, 1829

Sňatek Mikołaje a Justyny se konal v bazilice v Brochówě. V tomto chrámu bylo také pokřtěno jejich druhé dítě, jediný syn, narozený 1. března 1810, „Fryderyk Franciszek Chopin“. Roku 1892 byl ve farním kostele nalezen dokument, který uvádí jako datum narození 22. únor 1810, ale obvykle je uváděn jako datum narození 1. březen. Chopin měl tři sestry, Ludwiku (* 1807), Isabellu (* 1811) a Emilii (* 1812).
V říjnu 1817, kdy bylo Chopinovi sedm let, se rodina přestěhovala do Varšavy. Otec přijal nabídku od lexikografa Samuela Lindeho vyučovat francouzštinu na varšavském lyceu. Škola se nacházela v Saském paláci a Chopinova rodina bydlela v jeho areálu. Roku 1817 velkokníže Konstantin Pavlovič změnil využití paláce (pro potřeby armády) a lyceum se přestěhovalo do Kazimierzowského paláce, v areálu dnešní Varšavské university. Rodina žila v prostorném apartmá v druhém patře sousední budovy. Fryderyk Chopin navštěvoval toto lyceum v letech 1823 až 1826.
Polský duch, kultura a jazyk plně prostupovaly Chopinův domov. Proto nebyla Fryderykova francouzština úplně bezchybná, a to ani později při pobytu v Paříži. Louis Enault, životopisec, si vypůjčil citát George Sandové, která Chopina popsala jako „polštějšího než Polsko samé“.

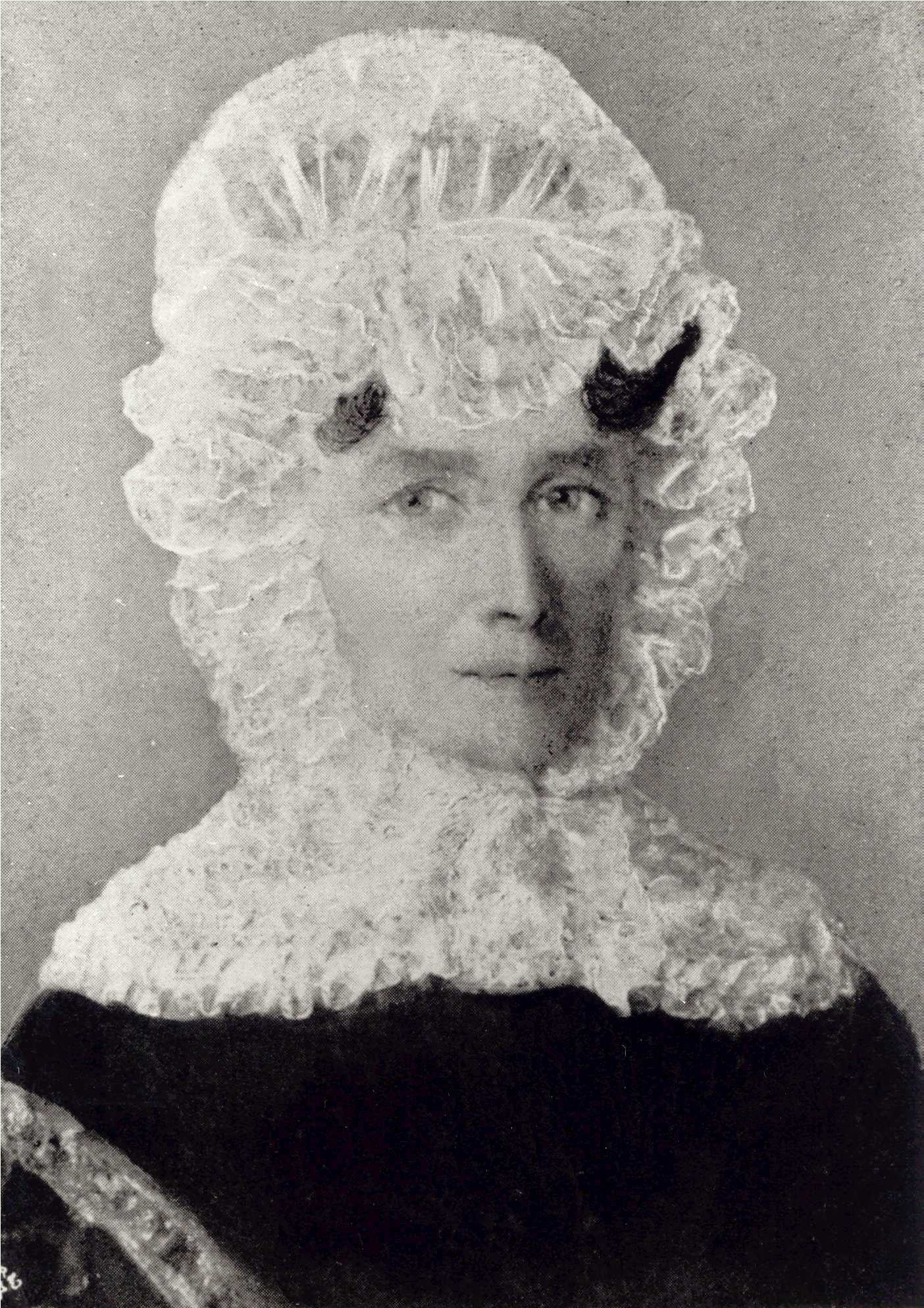
Justyna Chopinová dle Mieroszewského, 1829

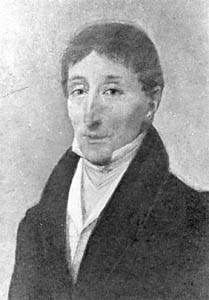
Vojtěch Živný dle Mieroszewského, 1829

Celá Chopinova rodina byla velmi muzikální. Otec hrál na housle a flétnu, matka hrála na klavír a klavír také vyučovala. Díky rodičům se tak Fryderyk brzy seznámil s hudbou v mnoha jejích formách.
Józef Sikorski, hudebník a Chopinův současník, ve svých pamětech Wspomnienie Chopina zmiňuje, že jako dítě Chopin často plakal, když jeho matka hrála na klavír. Ve věku šesti let se již pokoušel reprodukovat hudbu a navíc se pokoušel o nové melodie. První klavírní lekce mu dávala jeho starší sestra Ludwika.
Chopinovým prvním učitelem klavírní hry byl v letech 1816–1822 Čech Vojtěch Živný, v Polsku psán Wojciech Żywny. Ačkoliv již jako mladík svého učitele překonal, velmi si ho jako svého učitele vážil. Ve věku sedmi let Szopenek absolvoval svá první veřejná vystoupení a brzy si vysloužil srovnání s Mozartem a Beethovenem. Ve věku osmi let provedl pod vedením Živného klavírní koncert českého skladatele Vojtěcha Jírovce.
V sedmi letech též složil dvě polonézy (g moll a B dur). První z nich byla vydána ve sborníku Izydora Józefa Cybulského (skladatel, rytec, ředitel varhanické školy a jeden z mála vydavatelů v Polsku); druhá je zachována jako rukopis opsaný Mikołajem Chopinem. Tato malá díla snesla srovnání nejen s polonézami předních varšavských skladatelů, ale i se slavnou polonézou Michała Kleofase Ogińského. Výrazný rozvoj Chopinovy melodické a harmonické invence a klavírní techniky se projevil v dalším Chopinově díle, Polonéze As dur, kterou věnoval roku 1821 ke jmeninám svému učiteli Živnému.
Ve věku 11 let vystoupil před ruským carem Alexandrem I. při příležitosti otevření varšavského Sejmu.
Jako dítě byl Chopin schopen absorbovat velké množství podnětů a využít je pro svůj rozvoj. Také se u něj projevil výtvarný talent. V době svých studií například překvapil svého učitele, když nakreslil jeho portrét.
Také byl zván do paláce Belveder jako spoluhráč syna velkoknížete Konstantina Pavloviče, kdy často okouzloval prchlivého velkoknížete svou klavírní hrou.
Julian Ursyn Niemcewicz potvrzuje Chopinovu popularitu ve své dramatické ekloze Nasze Verkehry (1818).
V době puberty, během prázdninového pobytu ve vsi Szafarnia, kde byl hostem A. J. Radziwiłła, se Chopin seznámil s lidovou hudbou, jejíž motivy často později použil ve svých skladbách. V jeho dopisech z těchto prázdnin (známé „Szafarnia Courier“) se projevil jeho literární talent.

### Vzdělání

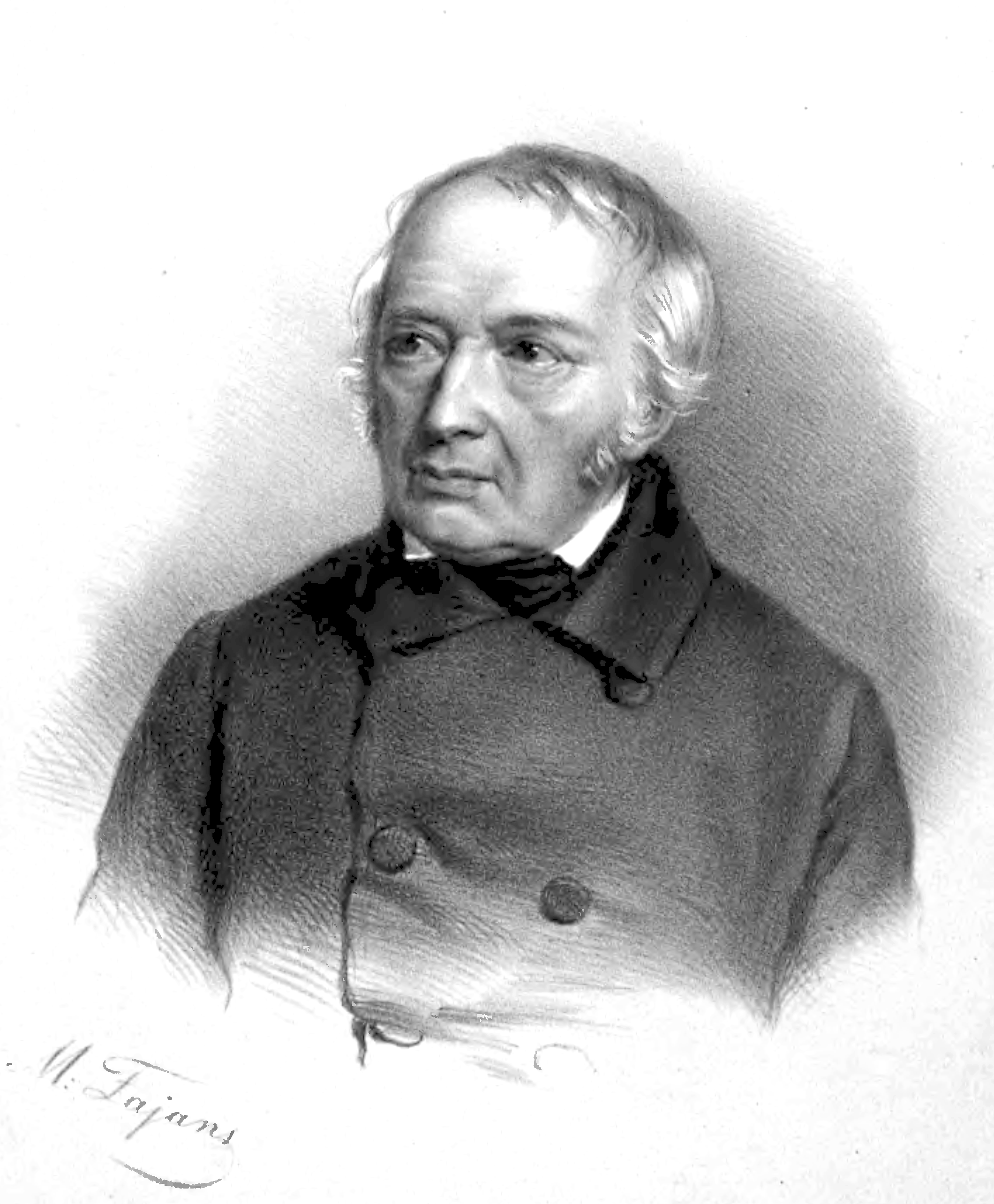
Józef Elsner dle Fajanse, po roce 1853

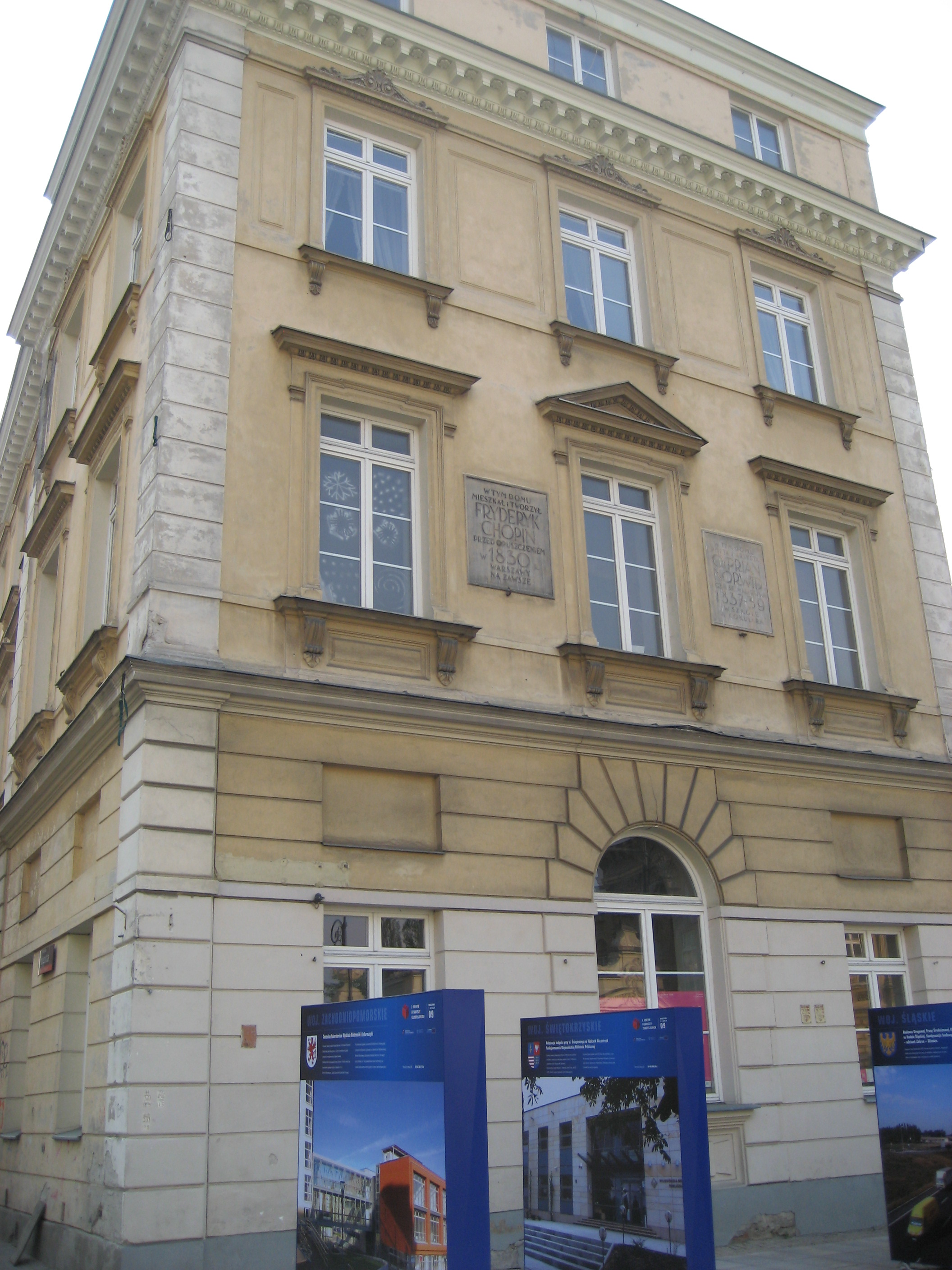
V letech 1827–30 Chopin žil se svou rodinou v jižním křídle paláce Krasińských

Chopin, vzdělávaný doma do věku třinácti let, vstoupil na varšavské lyceum roku 1823, ale pokračoval ve studiu klavírní hry u Živného. Roku 1825, při interpretaci díla Ignaze Moschelese, nadchl publikum svou improvizací a byl prohlášen „nejlepším pianistou Varšavy“.
Na podzim roku 1826 Chopin začal studovat tříletý kurz u polského skladatele Józefa Elsnera na varšavské konzervatoři, která byla tehdy součástí Varšavské university (z tohoto důvodu je Chopin často uváděn jako absolvent této university). Chopin se poprvé s Elsnerem setkal začátkem roku 1822; je jisté, že Elsner dával Chopinovi první rady již roku 1823 a roku 1826 Chopin oficiálně navštěvoval kursy hudební teorie, continua a skladby.
V ročním hodnocení Elsner zmiňuje Chopinův značný talent a hudební genialitu. Stejně jako Živný i Elsner vypozoroval rozkvétající talent. Elsnerův styl výuky byl založen na neochotě omezovat Chopina úzkoprsými, akademickými, zastaralými pravidly a na jeho rozhodnutí umožnit mladému umělci dospět v souladu s jeho přirozeností. Na konzervatoři Chopina i učil český hudebník Josef Javůrek.

### Mládí

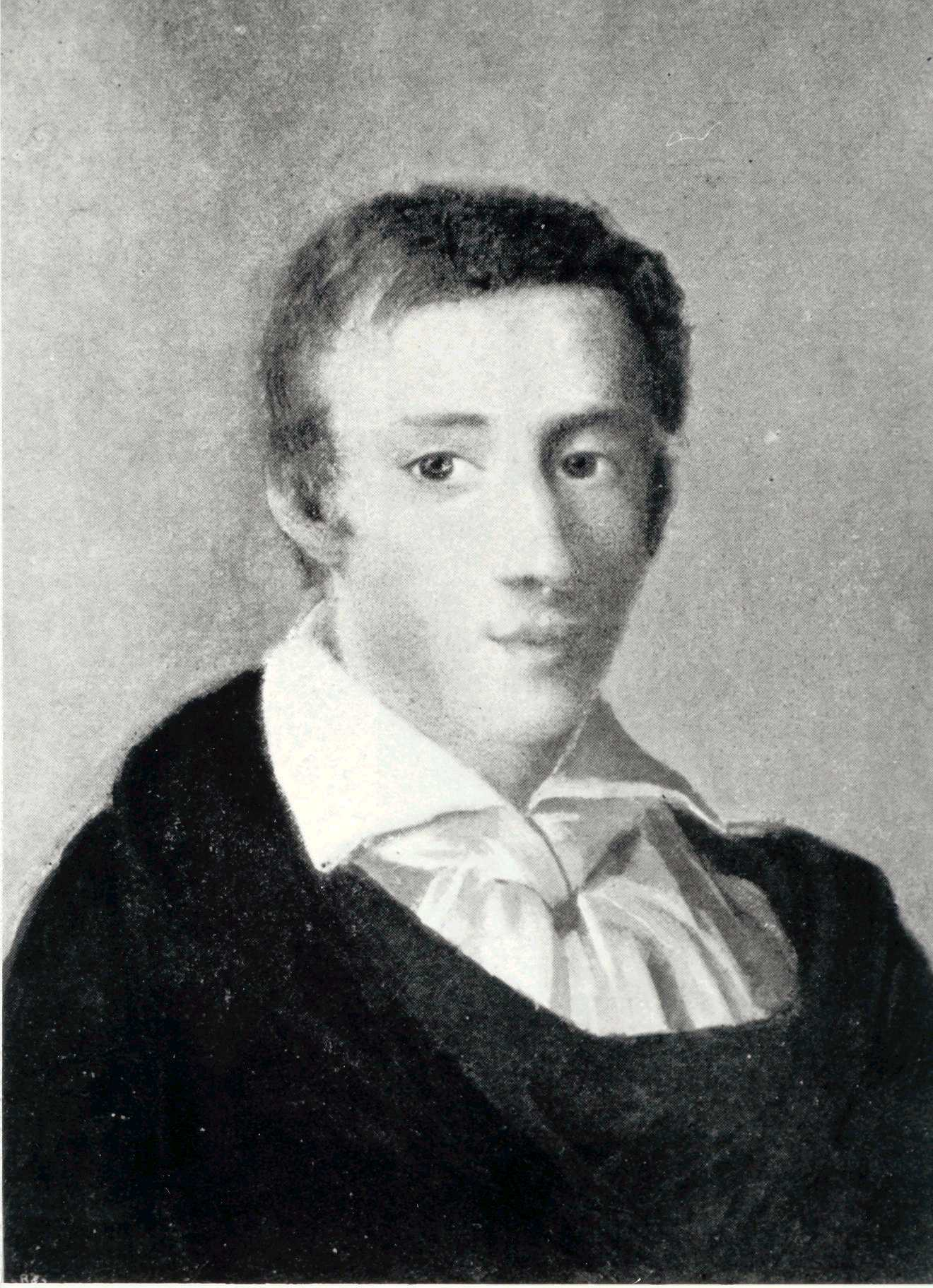
Chopin dle Mieroszewského, 1829

Roku 1827 se rodina přestěhovala do podnájmu naproti varšavské univerzitě, do paláce Krasińských na Krakovském předměstí č. 5 (ve kterém dnes sídlí varšavská Akademie výtvarných umění). Chopin zde žil až do doby, než roku 1830 opustil Varšavu. (V letech 1837–39 zde umělec a básník Cyprian Norwid studoval malířství; později napsal poému „Chopinův klavír“, o ruských vojácích, kteří roku 1863 vyhodili Chopinův nástroj z okna.)
V září 1828 se vydal do světa ve společnosti rodinného přítele, zoologa Felikse Jarockého, který měl v úmyslu zúčastnit se vědecké konference v Berlíně. Zde navštívil představení několika oper režírovaných Gaspare Spontinim, navštívil koncerty a viděl Carla Friedricha Zeltera, Felixe Mendelssohna a další celebrity. Na zpáteční cestě byl hostem knížete Radziwiłła, guvernéra Velkovévodství poznaňského, uznávaného skladatele a snaživého violoncellisty. Pro knížete a jeho dceru Wandu složil Polonézu pro violoncello a klavír C dur, Op. 3.
Později roku 1829 slyšel hrát ve Varšavě Paganiniho a setkal se s německým klavíristou a skladatelem Johannem Nepomukem Hummelem. V srpnu toho roku, tři týdny po ukončení studií na varšavské konzervatoři, se uskutečnil Chopinův debut ve Vídni. Zde odehrál dva koncerty a získal mnoho příznivých kritik, ač mu byl některými vyčítán slabý úhoz. Ve Vídni se seznámil s českým houslistou Josefem Slavíkem. Následoval koncert konaný v prosinci 1829 ve varšavském Kupecké besedě, kde doprovázel pěvce a improvizoval. Jeho první veřejné vystoupení ve Varšavě se konalo v polském Národním divadle 17. března 1830, kde přednesl svůj Klavírní koncert č. 2 f moll, Op. 21. V tomto období také začal psát svou první etudu (1829–1832).
Roku 1829 polský malíř Ambroży Mieroszewski vytvořil sadu portrétů jeho rodiny (Chopinova mladší sestra Emilie zemřela roku 1827): jeho rodičů, starší sestry Ludwiky, mladší sestry Izabely a samozřejmě Fryderyka. Originály však byly zničeny během druhé světové války, zachovaly se pouze černobílé fotografie. Emilie zemřela na tuberkulózu ve věku 14 let a jejich otec této nemoci podlehl roku 1844.
Během této doby se Chopin zamiloval do studentky konzervatoře, Konstancie Gładkowské. Bál se jí své city vyjevit, svou lásku však vtělil do druhé věty svého druhého klavírního koncertu, jak se můžeme dočíst v dopisech jeho příteli, Tytu Woyciechowskému. Ze své lásky se jí vyznal až těsně před odjezdem z Varšavy. Domluvili se, že si budou psát a svou lásku udržovat, avšak déle než asi rok tato láska na dálku nevydržela a definitivně skončila, když se Konstancie provdala ve Varšavě za jiného muže. Navzdory mnohým spekulacím však tohoto rozhodnutí nikdy později nelitovala.
Jeho úspěchy jako interpreta a skladatele mu otevřely dveře do západní Evropy. Proto se rozhodl vydat do zahraničí. Uspořádal koncert na rozloučenou v Národním divadle 11. října 1830, na kterém byl mimo jiné premiérován Klavírní koncert č. 1 e moll, op. 11. Poté se 2. listopadu, za zraků přátel a obdivovatelů, s prstenem od Konstancie Gładkowské na prstu, drže stříbrný pohár s prstí rodné země, Chopin vydává do Vídně.
29. listopadu 1830 ve Varšavě vypuklo Listopadové povstání proti ruské nadvládě a jeho přítel a spolucestující, budoucí továrník a patron umělců, Tytus Woyciechowski se vrátil do Polska, aby se ho zúčastnil. Chopin se do Polska však již pro svou křehkost bojovat nevrátil, jak ho přesvědčili jeho blízcí. Jeho životopisec Jachimecki o něm píše: „zarmoucen nostalgií, zklamán ve svých nadějích na koncerty, zralý a hluboce duchovní. Z romantického básníka vyrostl v národního barda, uvědomujícího si minulost, přítomnost a budoucnost své země. Teď, vzdálen, viděl Polsko z nadhledu a věděl, co na něm bylo velké a krásné. Viděl jeho tragédii a heroismus ve víru osudu.“
Když bylo povstání v září 1831 poraženo, vylil si Chopin, cestující právě z Vídně do Paříže, svou zlost v mateřském jazyce na stránkách deníku, který skrýval až do konce života. Tyto výlevy zkroušeného srdce nalezly dle některých zdrojů svou odezvu v Scherzu č. 1 h moll, Op. 20, a „Revoluční etudě“ c moll, Op. 10 č. 12.

### Paříž

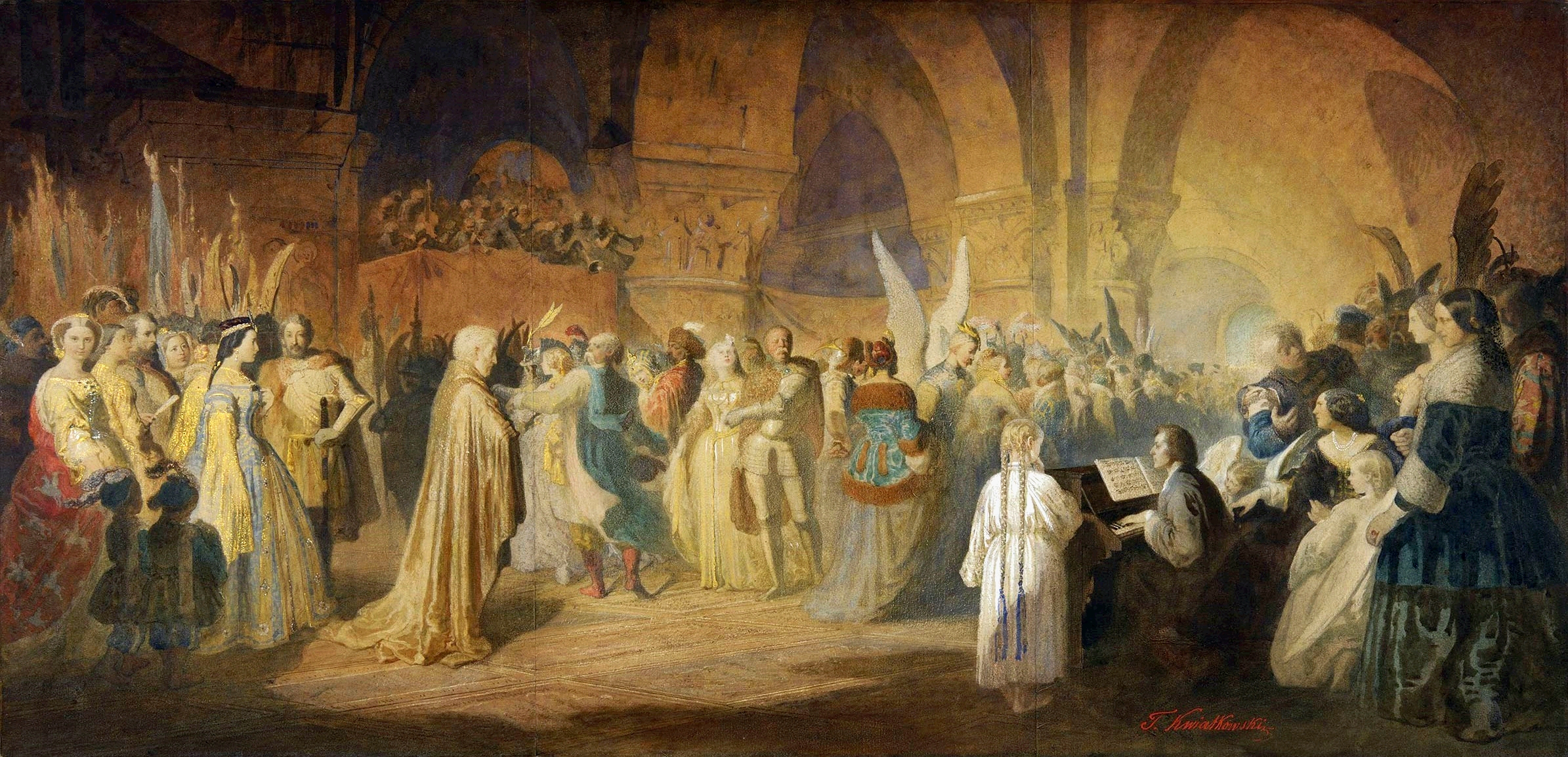
Chopinova polonéza, Kwiatkowski, ples knížete Czartoryského v Hôtel Lambert v Paříži. Národní muzeum Poznaň.

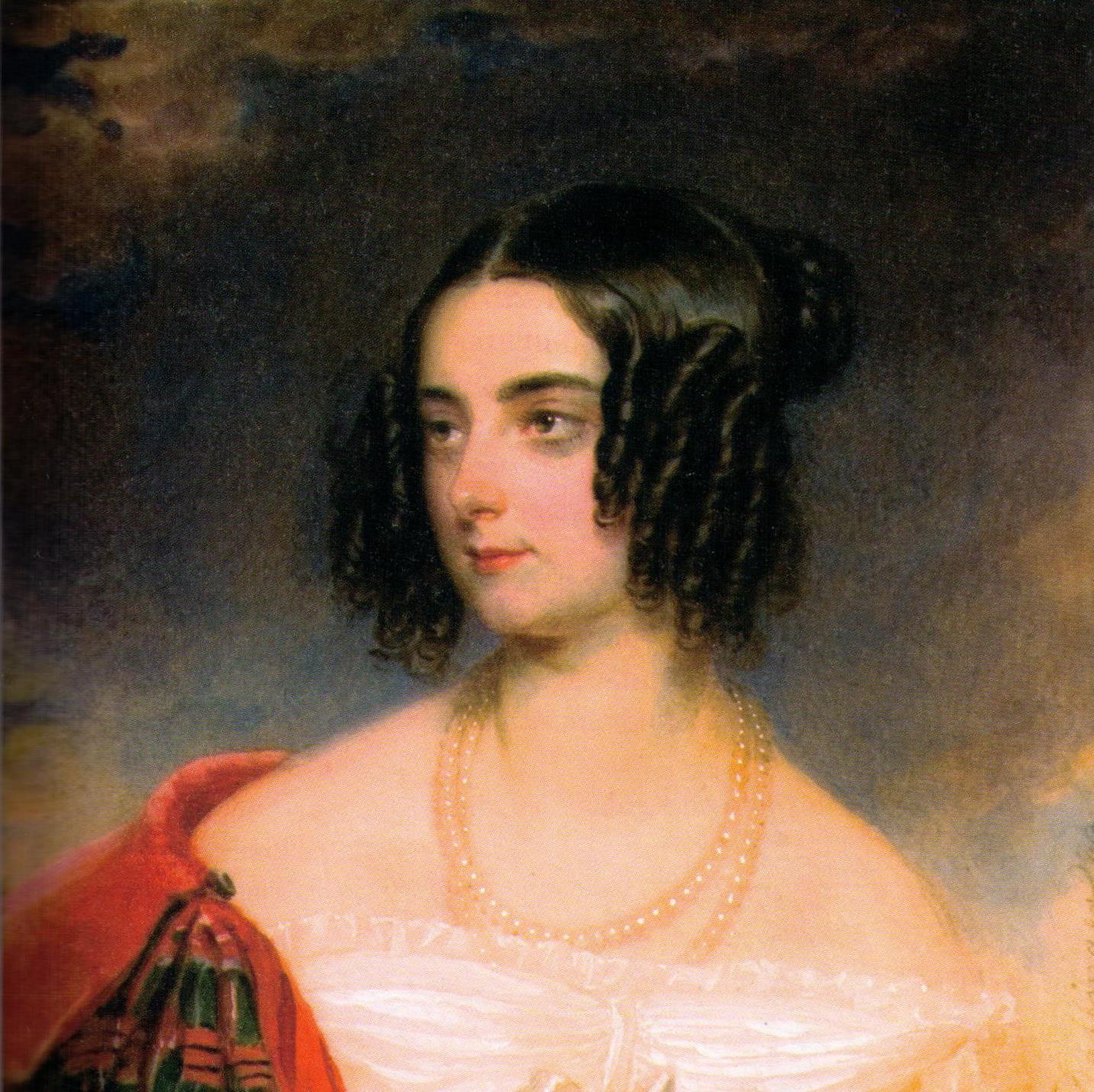
Hraběnka Delfina Potocka

Chopin přicestoval do Paříže na konci září 1831. Aby usnadnil svůj vstup do pařížské hudební komunity, přemýšlel o tom, že by bral lekce u známého klavíristy Friedricha Kalkbrennera. Velice brzy ale od tohoto záměru upustil pro neslučitelnost jejich kompozičního a hráčského stylu. V únoru 1832 Chopin vystoupil na koncertu, po kterém byl zahrnut všeobecným obdivem. Vlivný muzikolog a kritik François-Joseph Fétis napsal v Revue musicale: „Zde je mladý muž, který – aniž by kráčel po vyšlapaných cestách – přinesl, ne-li naprostou obrodu klavírní hudby, pak bezpochyby část něčeho, o co jiní dlouho marně usilovali, totiž výstřednost originálních myšlenek, dosud nevídaných...“ O tři měsíce dříve, v prosinci 1831, napsal Robert Schumann v recenzi na Chopinovy Variace na „La ci darem la mano“, Op. 2 (z Mozartovy opery Don Giovanni): „Klobouk dolů, pánové! Génius.“
Po pařížském koncertním debutu v únoru 1832 dospěl Chopin k názoru, že jeho hra lehkými úhozy není vhodná pro velké koncertní sály. Později tohoto roku byl představen v rodině Rothschildů, jejíž patronát mu otevřel dveře do dalších soukromých salónů.
V Paříži našel uměleckou společnost i příležitost uplatnit svůj talent, stát se celebritou a později slušně vydělávat výukou klavírní hry. Spřátelil se s plejádou slavných jmen: Hector Berlioz, Ferenc Liszt, Vincenzo Bellini, Ferdinand Hiller, Felix Mendelssohn-Bartholdy, Heinrich Heine, Eugène Delacroix, kníže Adam Jerzy Czartoryski, Alfred de Vigny, Charles Valentin Alkan.
V Paříži zřídka vystupoval veřejně. V pozdějších letech pořádal ojedinělé výroční koncerty v Salle Pleyel o kapacitě asi 300 míst. Mnohem častěji hrával v salónech aristokracie a umělecké a literární elity. Nejvíce však preferoval hru ve svém vlastním apartmá pro malé skupinky přátel. Jeho chatrné zdraví ho odrazovalo od pořádání turné a až na výjimečně uspořádaný koncert v Rouenu zřídkakdy opouštěl Paříž. Jeho vysoký příjem za vyučování a kompozice ho osvobodil od nutnosti koncertního vystupování, ke kterému měl přirozenou nechuť. Arthur Hedley uvádí, že „jako pianista si získal výjimečnou reputaci nejvyššího řádu na základě minimálního počtu veřejných vystoupení – asi 30 za celý jeho život.“

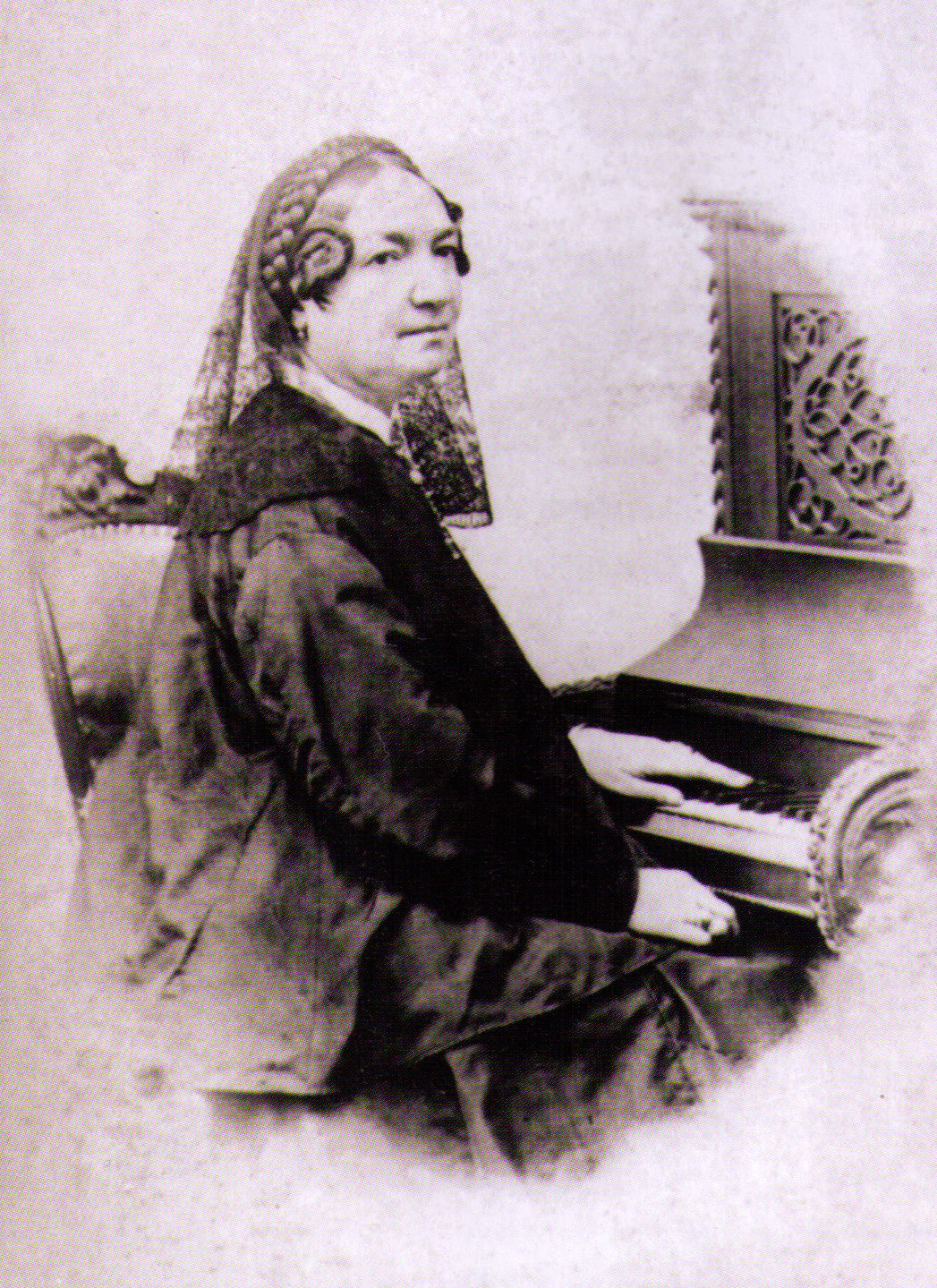
Maria Wodzińska (Orpiszewska) ve zralém věku

Roku 1835 navštívil Karlovy Vary, kde se naposledy ve svém životě setkal s rodiči. Na zpáteční cestě přes Sasko se setkal se starým přítelem z Varšavy, Wodzińskim. Zde se také potkal s jeho dcerou Marií, nyní šestnáctiletou, kterou poznal o pět let dříve v Polsku, a do níž se jako do okouzlující, umělecky nadané, inteligentní mladé dámy zamiloval. Následujícího roku, v září 1836, když se vracel přes Drážďany z dovolené strávené s Wodzińskými v Mariánských Lázních, nabídl Marii sňatek. Ona přijala a její matka, hraběnka Wodzińská, svolila, ale Mariin nízký věk a Chopinovo chatrné zdraví (v zimě 1835/36 byl tak nemocen, že se Varšavou šířila fáma o jeho smrti) odsunuly sňatek na neurčito. Zasnoubení zůstalo neveřejným a sňatek se nakonec nekonal. Později vložil Chopin korespondenci s Marií a její matkou do velké obálky, kterou polsky nadepsal „Moja bieda“ („Můj žal“).
Jeho city k Marii zanechaly stopy v jeho Valčíku As dur, Op. 69 č. 1, zvaném „Valse de l'adieu“ – „Valčík na rozloučenou“, napsaném ráno v den odjezdu z Drážďan. Po návratu do Paříže složil Etudu f moll, Op. 25 č. 2, kterou popsal jako „portrét Mariiny duše“. Kromě toho poslal Marii sedm písní na verše polských romantických básníků Stefana Witwického, Józefa Zaleského a Adama Mickiewicze.
Po krachu plánů na sňatek vstoupila do jeho života polská hraběnka Delfina Potocka, která se stala Chopinovou múzou. Pro ni zkomponoval Valčík Des dur, Op. 64 č. 1, pojmenovaný „Minutový valčík“.
Během pobytu v Paříži se zúčastnil některých společných veřejných koncertů s ostatními významnými hudebníky té doby.

### George Sandová

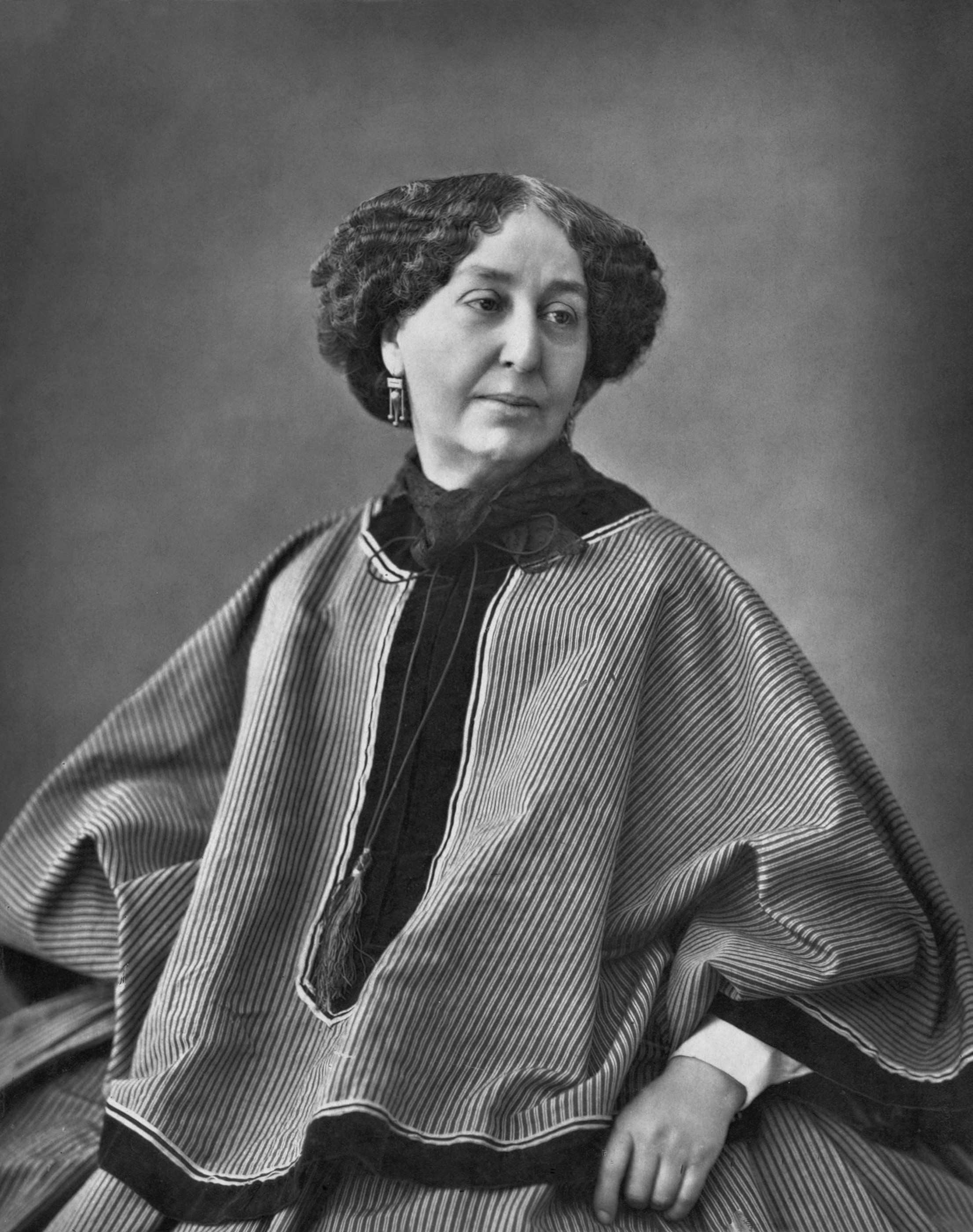
George Sandová. Foto Nadar, 1864

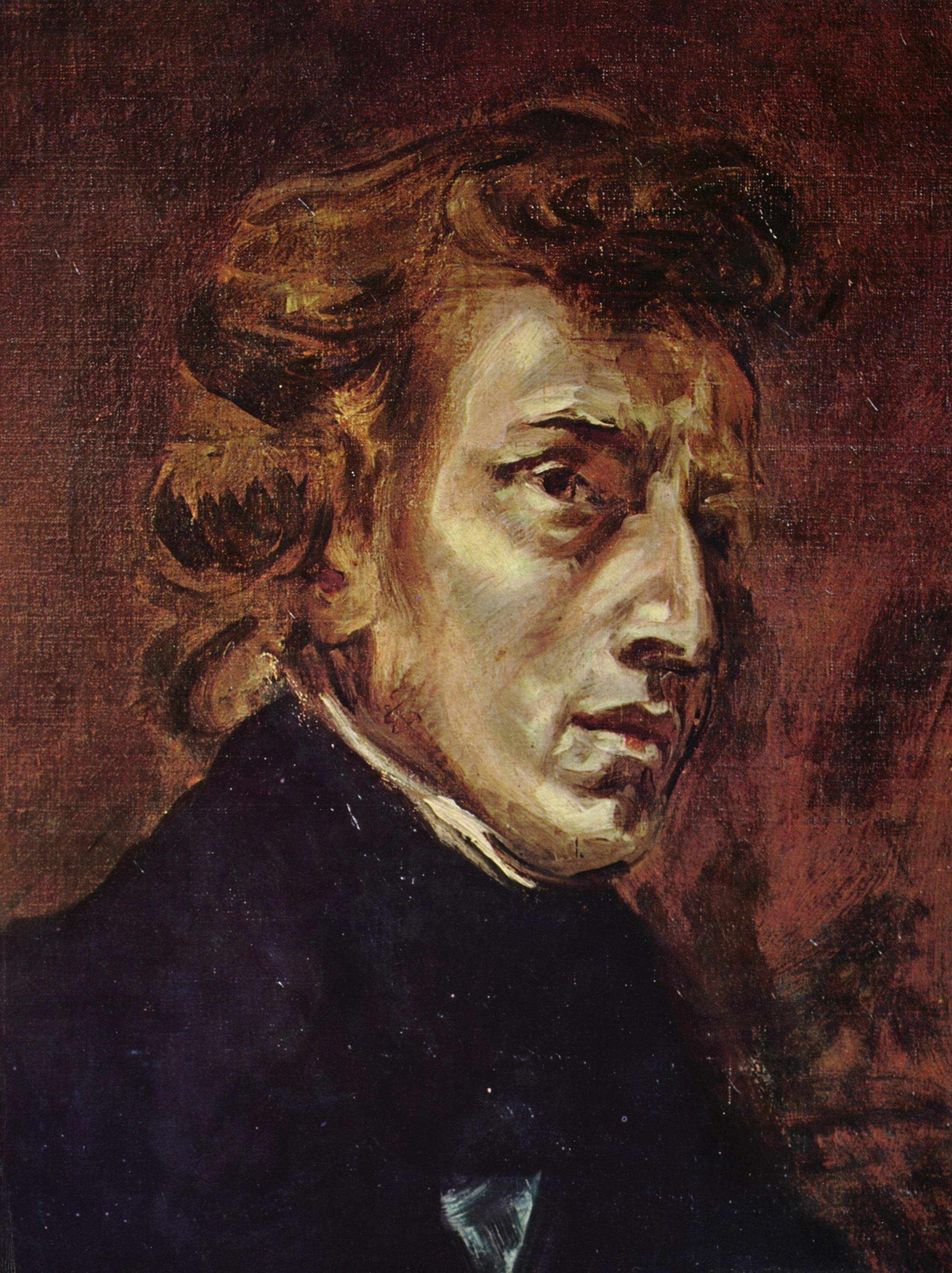
Chopin, Delacroix, 1838. Část společného portrétu s George Sandovou.

Roku 1836 na večírku pořádaném hraběnkou Marie d'Agoultovou, milenkou jeho přítele Ference Liszta, se Chopin setkal s francouzskou spisovatelkou a feministkou Amandine Aurore Lucille Dupinovou, baronkou Dudevant, známou pod pseudonymem George Sandová. Mezi Sandové dřívější partnery patřili Jules Sandeau, Prosper Mérimée, Alfred de Musset, Louis-Chrystosome Michel, Charles Didier, Pierre-François Bocage a Félicien Mallefille.
Původně cítil k Sandové averzi. Ferdinandu Hillerovi řekl: „Sandová je nesympatická žena! Je to vůbec žena? Mám jisté podezření.“ Sandová se však v dvaatřicetistránkovém dopise hraběti Wojciechu Grzymałovi, příteli jak svému, tak Chopinovu, vyznala ze svých citů ke skladateli. V dopise píše, že chce ukončit svůj současný vztah, aby vztahu se Chopinem nestálo nic v cestě. V létě roku 1838 se poměr mezi ním a Sandovou stal veřejným tajemstvím.
V roce 1838 také namaloval Eugène Delacroix známý společný portrét Chopina se Sandovou, ke kterému se Chopinův historik Ganche vyjadřuje takto: „Vzhled křečovitý bolestí nese známky nemoci, která Chopina podlomila, a reflektuje všechny nepokoje jeho duše.“
V zimě na přelomu let 1838 a 1839 (od 8. listopadu do 13. února) podnikl Chopin se Sandovou a jejími dvěma dětmi cestu na ostrov Mallorca, doufaje ve zlepšení svého zdraví díky zdejšímu podnebí (Sandová tento pobyt líčí v Zimě na Mallorce). Osud jim však nebyl příznivý, zima byla bouřlivá i zde, a navíc místní lidé odmítali poskytnout ubytování Chopinovi, sužovanému počínající tuberkulózou. Nakonec našli přístřeší v bývalém kartuziánském klášteře Valldemossa.
Navíc měl problém se zasláním svého klavíru značky Pleyel. Ten dorazil z Paříže 20. prosince, ale byl zadržen na celnici (Chopin 28. prosince napsal: „Můj klavír leží na celnici již osm dní… Požadují hodně peněz za jeho vydání, které nemám.“) Mezitím si pronajal starý klavír, na kterém cvičil a zkomponoval několik skladeb.
3. prosince si postěžoval na své mizerné zdraví a na nekompetentnost místních lékařů: „Poslední dva týdny jsem byl nemocen jako pes. Navštívili mne tři lékaři. První říkal, že umírám, druhý, že dýchám své poslední dny, a třetí řekl, že jsem již mrtvý.“

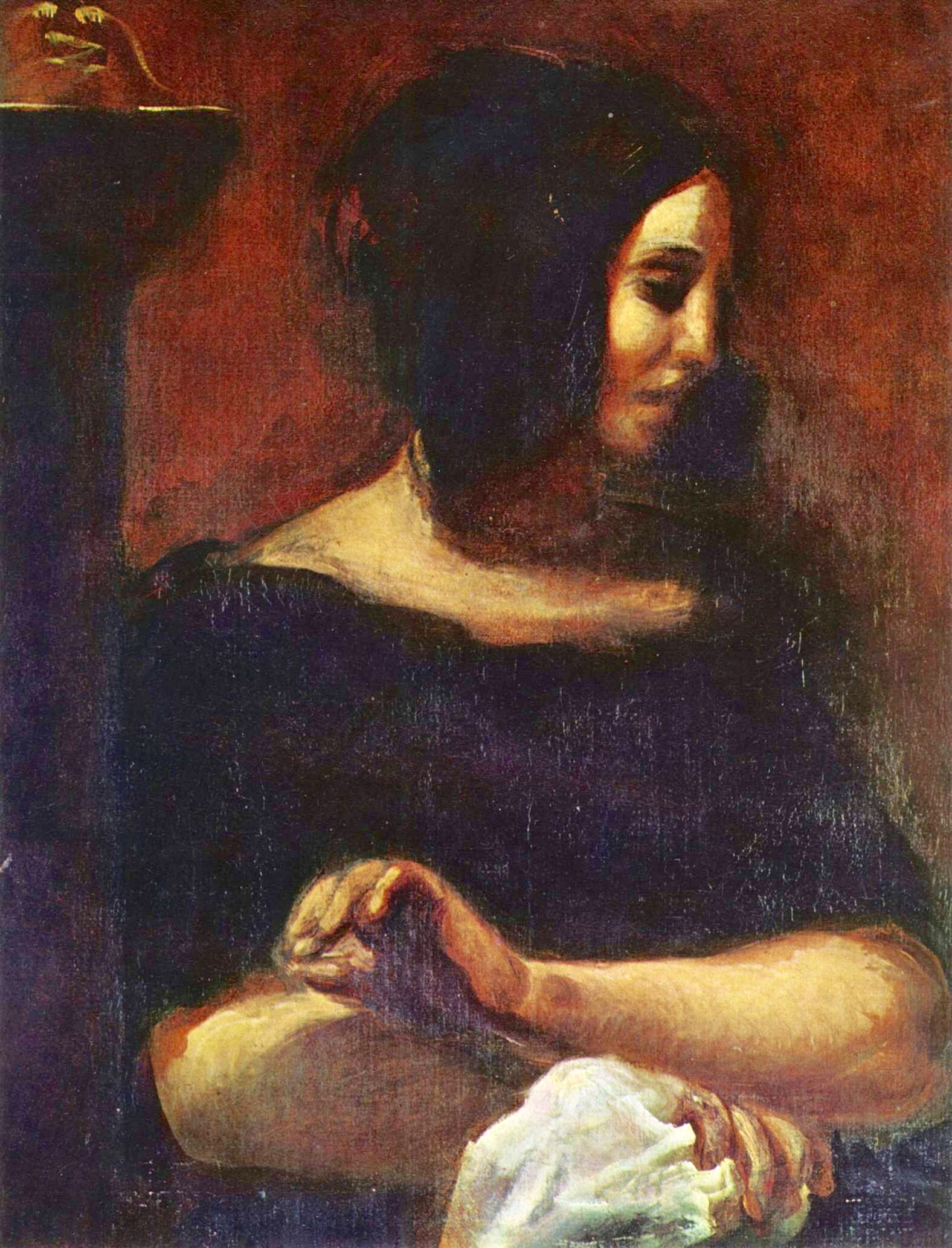
George Sandová – druhá část společného portréru od Delacroixe

4. ledna 1839 George Sandová zaplatila 300 franků (polovinu požadované částky), aby uvolnila klavír z celního skladu. K Chopinovi klavír dorazil 5. ledna. Od té doby mohl využívat dlouho očekávaný nástroj ne více než pět týdnů. Dost času na dokončení některých skladeb: některá preludia z Op. 28; revize balady č. 2, Op. 38; dvě polonézy Op. 40; Scherzo č. 3, Op. 39; Mazurka e moll z Op. 41 a pravděpodobně také revize Sonáty č. 2, Op. 35. Zima na Mallorce je považována za jedno z jeho nejplodnějších období.
Špatné počasí za této zimy vážně narušilo jeho zdraví, takže se celá skupina rozhodla opustit ostrov. Rychlému odjezdu překážel milovaný klavír. Sandová zařídila prodej francouzskému páru, jehož potomci dodnes spravují Chopinův odkaz v malém muzeu v klášterní cele ve Valldemosse.
Čtveřice se nejprve vydala do Barcelony, poté do Marseille, kde zůstala několik měsíců na zotavenou. V květnu 1839 přesídlili na usedlost G. Sandové v Nohantu na celé léto. Na podzim se vrátili do Paříže, kde nejprve žili odděleně. Chopin ale brzy opustil svůj byt v domě č. 5 v rue Tronchet a přestěhoval se do bytu Sandové v domě č. 16 na rue Pigalle. Všichni čtyři zde žili spolu od října 1839 do listopadu 1842, roku 1842 se přestěhovali do č. 80 v rue Taitbout u place d'Orléans. Většinu let trávili až do roku 1846 společně v Nohantu.
Z této doby existují záznamy, že hrál i na jiné nástroje než klavír. Na pohřbu tenoristy Adolphe Nourrita, který zemřel v Neapoli, ale jehož tělo bylo převezeno k pohřbu do Paříže, hrál na varhany transkripci Schubertovy skladby Die Gestirne.
Během let 1839–1843 strávených na Nohantu strávil klidné, ale plodné dny, během kterých složil množství děl, mezi něž patří např. Polonéza As dur, Op. 53, „Heroická“. Díky Sandové je k dispozici popis jeho tvůrčího procesu: počáteční inspirace, její usilovné využití, někdy se stovkami změn původního tématu, završené třeba i návratem k němu.
Sandová popisuje jeden večer strávený s jejich přítelem Delacroixem:
| „     | Chopin je u klavíru, pranic nedbaje toho, že ho někdo poslouchá. Začne nenuceně improvizovat, pak přestane. „Pokračujte, pokračujte,“ zvolá Delacroix, „To není konec!“ „To ještě není ani začátek. Nic nepřichází … nic než odlesky, stíny, tvary, které se hned rozplynou. Snažím se vystihnout správnou barvu, ale nedaří se mi vytvořit ani formu …“ „Jedno bez druhého nenaleznete,“ říká Delacroix, „a obojí do sebe zapadne.“ „Co když objevím jen svit měsíce?“ „Pak jste našel odlesk odlesku.“ Zdá se, že ta myšlenka se božskému umělci zamlouvá. Opět začne, téměř neznatelně – tak nezřetelný je to tvar. Postupně se vynořují tiché barvy jako líbezné modulace zvučící v našich uších. Náhle se rozezní nota modré – a všude kolem nás se rozprostře noc, blankytná a průzračná. Oblohu zaplní světlá mračna roztodivných tvarů. Seskupí se okolo měsíce, jenž na ně svou matnou září vrhá velká kola a probouzí ospalé barvy. Sníme o letní noci, sedíme tam a čekáme na píseň slavíka … | “ |
| — 200 | |   |

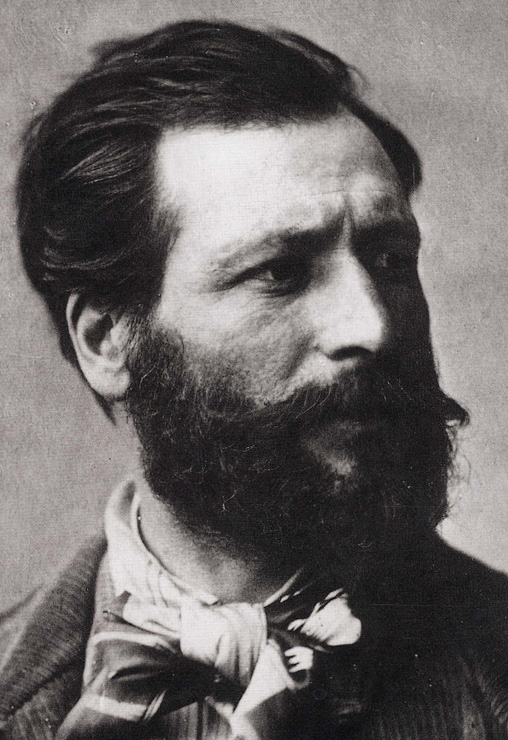
Auguste Clésinger

Jak se jeho nemoc zhoršovala, Sandová se z milenky měnila v ošetřovatelku a často Chopina nazývala svým „třetím dítětem“. Ale ošetřování se jí pomalu začínalo protivit. V následujících letech nadále se Chopinem udržovala přátelství, i když stále častěji dávala průchod netrpělivosti a odporu k tomuto zvláštnímu stavu. V dopisech třetím osobám pak často Chopina nazývala dítětem, malým andílkem, mučedníkem a milovaným.
Roku 1845 se jeho zdraví opět zhoršilo, vážné problémy měl i jeho vztah se Sandovou. K zásadní roztržce došlo poté, co se postavil na stranu dcery Sandové Solange, když se chtěla vdát za sochaře Clésingera. Roku 1847 Sandová publikovala román Lucrezia Floriani, jehož hlavní postavy – bohatá herečka a kníže chatrného zdraví – mohou být interpretování jako Sandová a Chopin. Děj románu byl vůči němu nelichotivý. V létě roku 1847 již nejel na Nohant. Společní přátelé páru se pokoušeli o zachování jejich vztahu, ale skladatel byl neústupný.
Mezi jejich společné přátele patřila také mezzosopranistka Pauline Viardotová. Sandová na její postavě založila svůj román z roku 1843 Consuela. Vynikající operní pěvkyně byla též výbornou pianistkou, která původně zamýšlela zabývat se klavírní hrou profesionálně a brala hodiny u Ference Liszta a Antonína Rejchy. Její přátelství se Chopinem bylo založeno na vzájemné umělecké úctě a podobném temperamentu. Často hráli čtyřručně, on jí radil ve věcech klavírní techniky a pomáhal jí při skládání písní založených na jeho mazurkách. Od Viardotové získal první poznatky o španělské hudbě.
V roce 1847 tak bez dramat či formalit dlouholeté přátelství mezi Sandovou a Chopinem skončilo.
Kníže Wojciech Grzymała, který sledoval Chopinovu romanci se Sandovou od začátků až do konce, vyjádřil později svůj názor: „Kdyby Chopina nepotkalo to neštěstí, že potkal G. S., která otrávila celé jeho bytí, žil by tak dlouho jako Cherubini.“ (Chopin zemřel ve věku 39 let, jeho přítel Cherubini zemřel v Paříži roku 1842 ve věku 81 let. Oba skladatelé leží vzdáleni čtyři metry od sebe na hřbitově Père Lachaise.)

### Závěr života

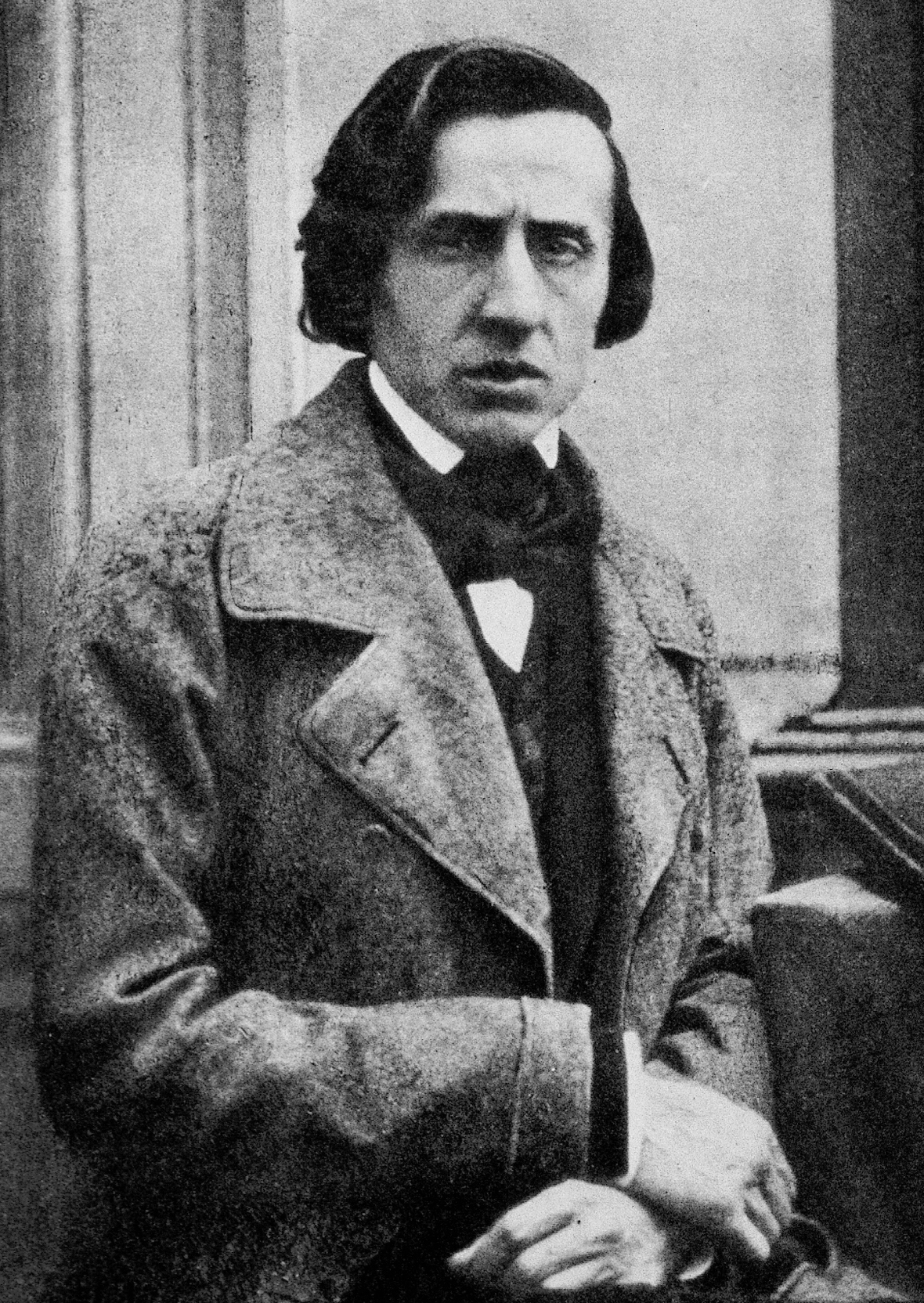
Fotografie Louis-Auguste Bisson, 1849

Chopinova veřejná popularita jako virtuosa opadávala a stejně tak i počet jeho žáků. V únoru 1848 se konal jeho poslední pařížský koncert. V dubnu, po únorové revoluci, odjel do Londýna, kde účinkoval na několika koncertech a mnoha večírcích.
S blížícím se koncem léta roku 1848 odjel do Skotska, kde bydlel na zámku Johnstone v hrabství Renfrewshire blízko Glasgow u své bývalé žákyně a velké obdivovatelky Jane Wilhelminy Stirlingové. Ta se sice chtěla za Chopina vdát, ale Chopin to odmítl, protože cítil, že již nebude dlouho živý.
Ke konci října 1848 pobýval v Edinburghu v domě polského lékaře Adama Łyszczyńského a sepsal zde poslední vůli. V této době často vzpomínal na svou matku a sestru a v mysli si vyvolával scenérie ze své vlasti při hře svých melodií inspirovaných polskou lidovou hudbou.

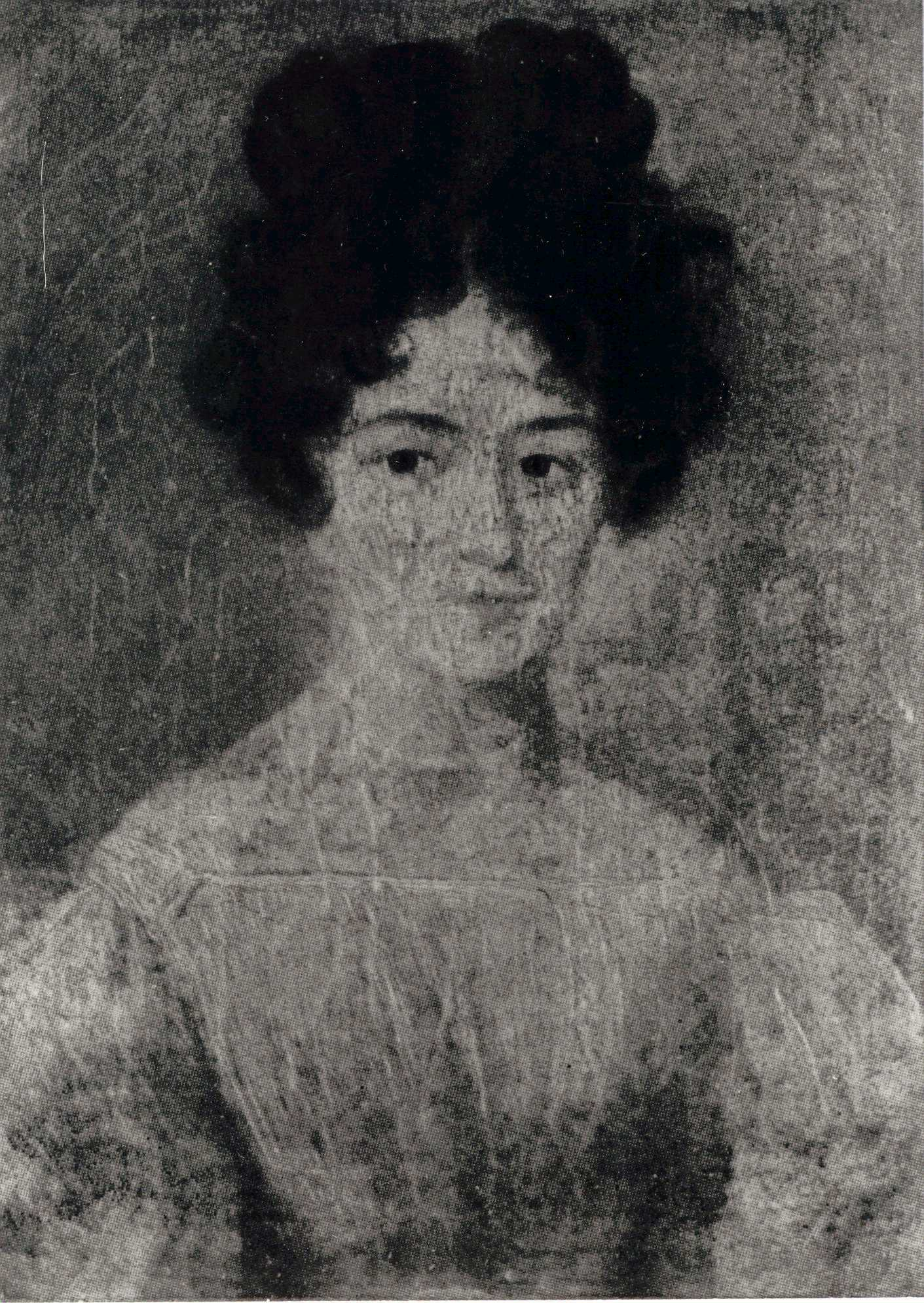
Ludwika Jędrzejewicz Chopinová, Mieroszewski, 1829

Své poslední veřejné vystoupení absolvoval Chopin 16. listopadu 1848 v londýnské Guildhall, kde hrál ve prospěch uprchlíků z Polska. Mnoho posluchačů již však toto vystoupení neoslovilo.
Na konci listopadu se Chopin vrátil do Paříže. Zimu prožil v neustálých nemocech, ale i navzdory tomu se stále stýkal se svými přáteli a navštívil i churavějícího Adama Mickiewicze, jehož konejšil svou hrou. Postupně však již neměl síly dávat hodiny. Přesto ale stále ještě komponoval. Nedostávalo se mu ovšem peněz na základní potřeby a na lékaře, a tak začal prodávat svůj hodnotnější nábytek a další majetek.
Zdravotně se cítil stále hůř a hůř, a proto si přál mít na blízku někoho ze své rodiny. V červnu 1849 jeho sestra Ludwika Jędrzejewicz, která mu v jeho mládí dávala první lekce na klavír, souhlasila s pozváním do Paříže. V Paříži spolu s Chopinem žila v hezkém slunném apartmá na place Vendôme č. 12. A zde také, několik minut před druhou hodinou ranní ve čtvrtek 17. října 1849, Chopin zemřel.
Později mnoho osobností, které nebyly u Chopinovy smrti, tvrdilo, že jí byly přítomny. „Být u Chopinovy smrti,“ píše jeho životopisec, Tad Szulc, „zdá se zaručovalo historické a společenské postavení.“ Mezi ty, kdo skutečně byli u Chopinova smrtelného lože, patří Ludwika, kněžna Marcelina Czartoryska, dcera George Sandové Solange a její manžel Auguste Clésinger, Chopinův přítel a žák Adolf Gutmann, přítel Thomas Albrecht a také důvěrník, polský katolický kněz Aleksander Jełowicki.

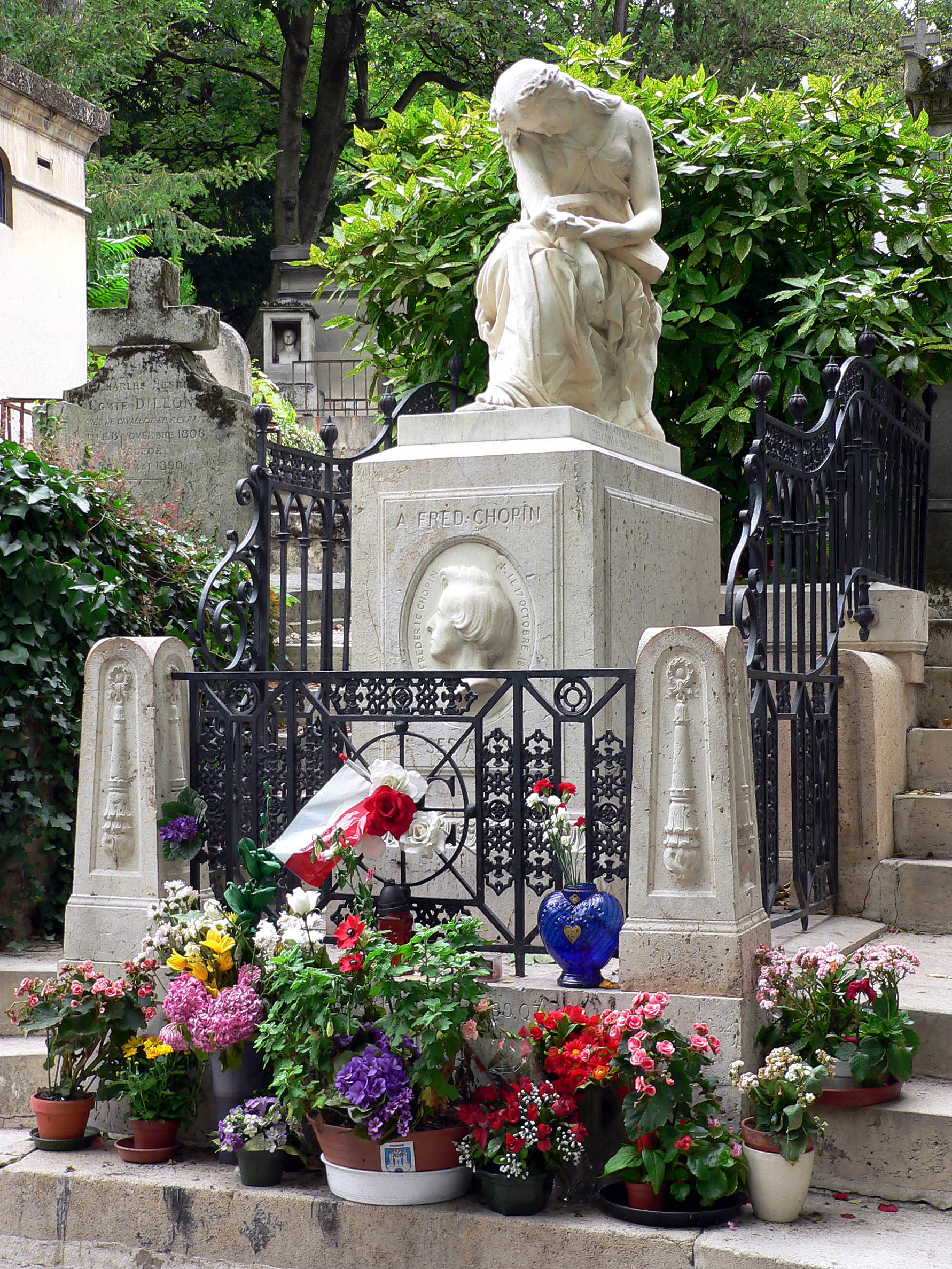
Chopinův hrob na hřbitově Père Lachaise. Autor pomníku zobrazujícího Euterpu – múzu hudby – je Auguste Clésinger

Později toho rána sňal Auguste Clésinger Chopinovu posmrtnou masku a odlitek jeho ruky. Před pohřbem, shodně s Chopinovým posledním přáním (souvisejícím s jeho obavou, že bude pohřben zaživa), bylo jeho srdce vyjmuto a uloženo do lihu. Jeho sestra později odvezla srdce v urně do Varšavy, kde bylo uloženo do pilíře chrámu svatého Kříže na Krakovském předměstí, pod citátem z bible (Mt 6, 21 (Kral, ČEP): Vždyť kde je váš poklad, tam bude i vaše srdce). Chopinovo srdce je zde uloženo dodnes, avšak v době druhé světové války, kdy byl chrám zničen během varšavského povstání, bylo uloženo na bezpečném místě. Kostel stojí nedaleko místa, kde žil Chopin naposledy před odjezdem z Polska – paláce Krasińských na Krakovském předměstí.
Pohřeb se konal v Église de la Madeleine v Paříži 30. října. Chopin si přál, aby bylo hráno Mozartovo Requiem. Tato skladba však obsahuje velký počet ženských hlasů, ale v tomto chrámu nikdy nezpíval sbor se ženskými hlasy. Výsledkem jednání o speciální povolení pro tento koncert bylo, že se ženský sbor nakonec mohl zádušní mše zúčastnit, ale musel být ukryt za černou sametovou oponou. Sólisty byli basista Luigi Lablache, který stejný part zpíval na Haydnovu pohřbu a vystoupil též na pohřbu Belliniho, a mezzosopranistka Pauline Viardotová. Zazněla Chopinova Preludia č. 4 e moll a č. 6 h moll. Pohřbu se zúčastnilo okolo tří tisíc lidí, ovšem chyběla mezi nimi George Sandová.
Chopin byl pohřben, dle svého přání, na hřbitově Père Lachaise. Na místě byl hrán Pohřební pochod z jeho Klavírní sonáty č. 2 b moll, Op. 35, v instrumentaci Napoléona Henriho Rebera.
Chopinův hrob s náhrobkem vytesaným Clésingerem přitahuje množství návštěvníků a je celoročně vyzdoben květinami.
Roku 2008 se rozhořely spory o příčinu Chopinova úmrtí, vedle tradované tuberkulózy se začalo mluvit o cystické fibróze, dědičné chorobě. Nedospělo se však k jednotnému závěru, protože polská vláda nedovolila odběr vzorku z Chopinova srdce pro provedení testů DNA.

## Chopin vČechách
Chopin navštívil Čechy několikrát v životě. V srpnu roku 1829 navštívil se skupinou přátel při cestě z Vídně do Drážďan Prahu, kterou popsal ve svém dopise rodičům takto: „Město je celkem pěkné, jak je z hradního návrší vidět, velké, starobylé a kdysi bohaté.“ V Praze se Chopin ubytoval v hotelu U Černého koně[zdroj?] v místě dnešní ČNB, kde je také umístěna jeho pamětní deska. Z Vídně byl vybaven doporučujícím dopisem Václava Viléma Würfla, avšak plánovaný pražský koncert se pro Chopinovu trému neuskutečnil. V Praze navštívil konzervatoř a setkal se s jejím tehdejším ředitelem Bedřichem Divišem Weberem, s vedoucím houslového oddělení Wilhelmem Fridrichem Pixisem a také s drážďanským varhaníkem Augustinem Klenglem. Setkal se též s historikem Václavem Hankou. Zde zhudebnil jako mazurku G dur v lydickém módu báseň, kterou Hankovi napsali a věnovali jeho přátelé. Mazurka se stala znělkou Chopinova festivalu v Mariánských Lázních.
Následně navštívil Teplice, kde se setkal se svým přítelem Ludwikem Lempickým a navštívil místní zámek hraběte Aldringena. Teplice poté navštívil ještě jednou v roce 1835 při cestě z Karlových Varů do Děčína.
V srpnu 1835 navštívil lázně Karlovy Vary a setkal se zde se svými rodiči. Seznámil se tu také s hrabětem Thunem, který je pozval na svůj zámek v Děčíně. Na něm se setkal mj. s přítelem z Paříže, knížetem Lvem Thun-Hohensteinem. Do deníku dcery hraběte vepsal Valčík As dur, Op. 34, „Děčínský“. Odtud odcestoval do Drážďan a jeho rodiče do Bratislavy. V Karlových Varech je na Chotkově cestě umístěna od roku 1908 Chopinova plaketa.
V létě roku 1836 navštívil Mariánské Lázně, kde se ubytoval v penzionu U bílé labutě č.p. 47, nynějším domě "Chopin". Na památku skladatelova pobytu je zde od roku 1960 umístěn tzv. Chopinův kámen, vzniklý přepracováním staršího pomníku dvou vladařů, pak Walthera z Vogelweide.
Chopinův pobyt v Čechách inspiroval několik významných českých básníků a prozaiků (K. Bednáře, J. Karena, J. Pávka, V. Mareše ad.) k básnickým a novelistickým dílům, korespondencí mezi Chopinem a Sandovou se ve své básnické tvorbě nechala inspirovat básnířka K. Erbová.

## Hudba
| „                                        | Chopin měl vzácný dar citu pro melodii, která chytne za srdce, a jeho hudba je prostoupena poetickou náladou s všeobecným účinkem.... Dnešní hodnocení ho řadí mezi nesmrtelné pro jeho proniknutí do nejzazších koutů lidských srdcí a pro jeho uvědomění si kouzelného zvuku, který dokázal vyčarovat z klavíru.“ | “ |
| — Arthur Hedley, Encyclopædia Britannica | |   |

Je velmi obtížné stručně Chopina zhodnotit. Ferenc Liszt ve své chopinovské biografii (Chopin) charakterizuje Chopina jako „milého, harmonického génia“. Robert Schumann popisuje Chopinovu hudbu z Varšavského období takto:
| „                 | Chopin zdědil po Beethovenovi odvahu ducha, po Schubertovi schopnost vyjádření lásky a po Fieldovi plynulost prstů. Především je však rozeznatelný podle svého silného a charakteristického nacionalismu. Kdyby velký vládce Severu věděl, jak nebezpečný nepřítel ho ohrožuje v těchto naprosto jednoduchých melodiích mazurek, bezpochyby by jeho hudbu zakázal. Chopinovy skladby jsou kanóny skryté mezi květy. | “ |
| — Robert Schumann | |   |

První systematickou, ač neúplnou studii o Chopinově stylu napsal F. P. Laurencin roku 1861 v díle Die Harmonik der Neuzeit. Laurencin shrnuje:
| „                                            | Chopin je jedním z nejbrilatnějších výtvorů přírody, které se kdy rozkročily na scéně historie a života, je jedním z těch, kteří nikdy nebudou vyčerpáni. Chopin je hudebním progonem nade všechny. | “ |
| — F. P. Laurencin – Die Harmonik der Neuzeit | |   |

Chopinova klavírní hudba kombinuje unikátní smysl pro rytmus (částečně využívá rubato), časté užití chromatiky a kontrapunktu. Tato směs dává křehký zvuk v melodii a harmonii, které jsou nicméně podepřeny harmonickou technikou.
Chopin kladl velký důraz na hraní legato, aby jeho skladby plynuly, jak později s nechutí citoval své anglické obdivovatelky, „jako voda“.
| „                                                                      | Jeho hra byla vždy ušlechtilá a nádherná, jeho tóny zněly, ať již ve forte nebo v pianu. Jeho snahou bylo naučit své žáky tento styl hry (legato a cantabile). Jeho nejčastější výtkou bylo: „On nebo ona neumí spojit dvě noty dohromady.“ | “ |
| — Friederike Müller – „Aus dem Tagebuch einer Wiener Chopin-Schülerin“ | |   |

Arthur Rubinstein o jeho hudbě říká:
| „                   | Chopin byl génius universálního ražení. Jeho hudba zasahuje publikum všeho druhu. Když se koncertním sálem rozezní první noty Chopinových skladeb, sálem se šíří vlna sounáležitosti a radosti z poznání. Všichni na světě znají jeho hudbu. Milují ji. Hýbe jimi. Přestože to není romantismus ve smyslu Byronově. Nevypráví příběhy a nemaluje. Je expresívní a osobní, ale vždy čistý. I v dnešním atomovém věku, kdy emoce nejsou příliš módní. Jeho hudba je universálním jazykem lidské komunikace. Když hraji Chopina, vím, že hovořím přímo k lidským srdcím! | “ |
| — Arthur Rubinstein | |   |

### Hudební formy

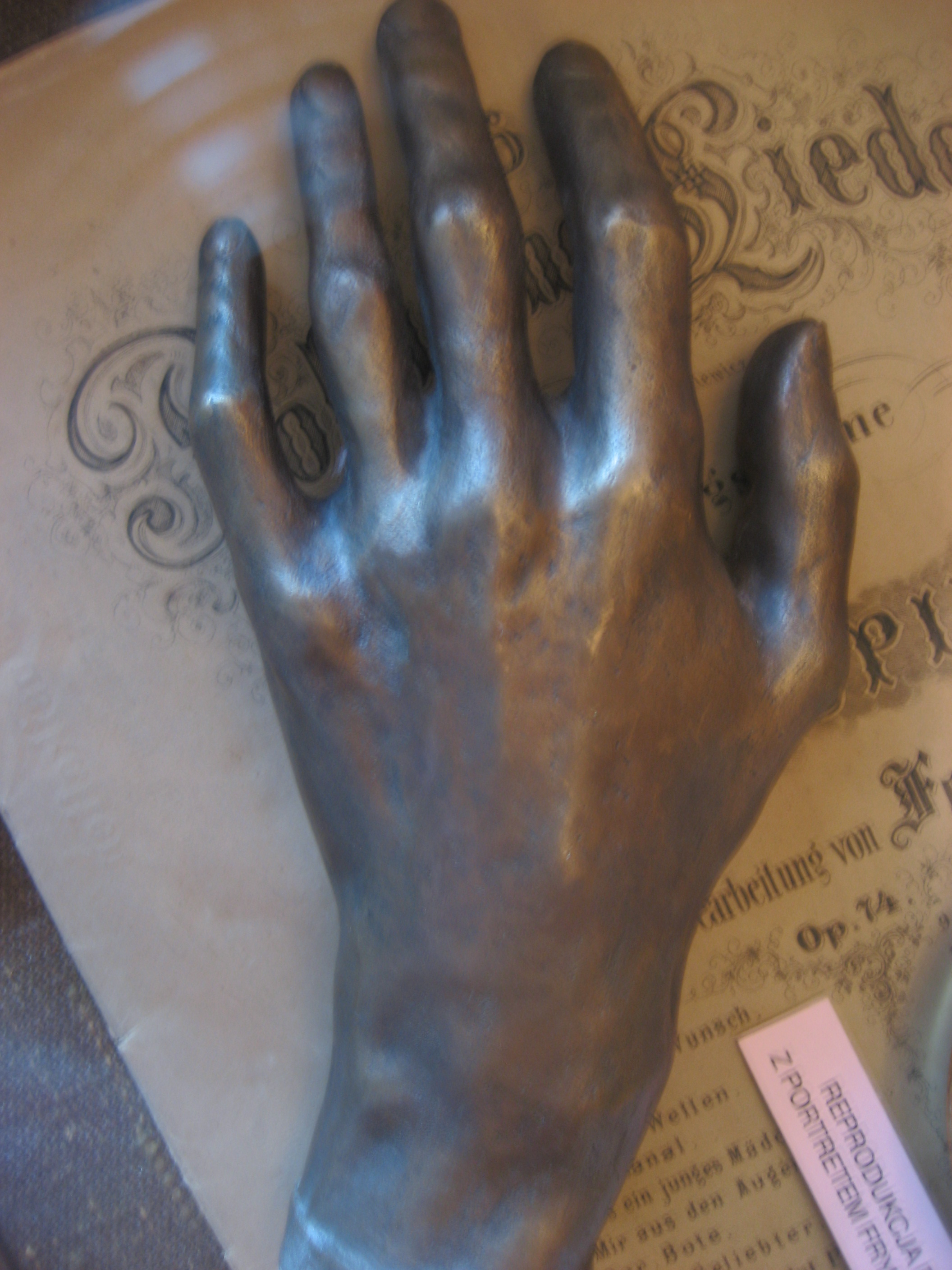
Odlitek Chopinovy levé ruky

Z hlediska formálního lze rozdělit Chopinovu tvorbu na 3 období. Před svým odjezdem z Varšavy psal hlavně skladby populární v post-klasicistní klavírní literatuře – koncerty, ronda, polonézy a podobně. Později však většinu těchto stylů zavrhl nebo ve velké míře pozměnil. Začal se specializovat na kratší hudební formy. Stále však respektoval hudební formu jako způsob skladatelské kontroly a dosažení očekávaného hudebního významu. Zároveň však nechával jednotlivé styly vzájemně prolínat – objevují se prvky valčíku v mazurkách, chorál v nokturnu a podobně.

#### Povaršavské období
Chopin proslavil a dovedl k dokonalosti nový salónní žánr, nokturno, vymyšlené irským skladatelem Johnem Fieldem. Obohatil také populární tance, polskou mazurku a vídeňský valčík.
Jeho mazurky vycházející z tradičního polského tance byly odlišné od tradičního pojetí v tom, že byly použitelné jak v koncertních síních, tak v tanečních sálech. Se svými mazurkami vytvořil Chopin nové pojetí nacionalismu, které bylo inspirací pro další skladatele píšící ve stejné době nebo po něm, především pro skladatele z východní Evropy, a byl jedním z prvních skladatelů, kteří vyjadřovali své národní cítění prostřednictvím hudby. Mimoto byl také prvním skladatelem, který použil národní hudbu své vlasti a proměnil jí v nový žánr.
Chopin nechal znovu ožít etudu rozšířením její myšlenky a přetvořením do oslnivé, výmluvné a emocionální skladby. Také používal své etudy jako prostředek výuky svého revolučního stylu, např. pro hru slabšími prsty (Op. 10, č. 3), v rychlých figurách (Op. 10, č. 2), hru v oktávách (Op. 25, č. 10) a hru palcem na černých klávesách (Op. 10, č. 5).
Byl též první, kdo psal balady a scherza jako samostatné instrumentální skladby.
Série sedmi polonéz publikovaných za jeho života (dalších devět bylo publikováno posmrtně), počínajíc opusovým číslem 26, nastavila nový standard pro hudbu tohoto žánru. Série oslavuje polskou kulturu poté, kco země upadla do ruského područí. Mezi nejznámější patří Polonéza A dur „Vojenská“, Op. 40, a Polonéza As dur „Heroická“, Op. 53.

#### Pozdní tvorba
Ve svých pozdních skladbách se Chopin často vracel k původním formám. Jeho třetí klavírní sonáta a sonáta pro violoncello a klavír jsou proto formálně čistšími než díla ranější. Zároveň naopak s některými styly experimentoval, případně psal skladby netypických názvů a forem. Z takových lze zmínit Polonézu-fantasii, Op. 61, Berceuse, Op. 57 nebo Barkarolu, Op. 60.

### Vlivy na Chopina

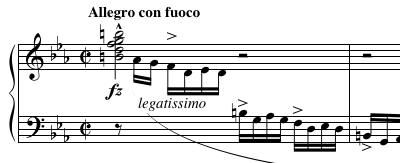
Revoluční etuda, Op. 10 č. 12

Přestože Chopin žil v 19. století, jeho hudební vzdělání je založeno na tradicích Beethovenových, Haydnových, Mozartových a Clementiho; Clementiho klavírní metody používal při výuce svých vlastních studentů. Byl ovlivněn také technikou Johanna Nepomuka Hummela. Chopin uváděl Bacha a Mozarta jako dva nejdůležitější skladatele utvářející jeho hudební cítění.
Okolo Chopinových inspirací panuje mnoho dohad. Například není jisté, zda Revoluční etuda, Op. 10 č. 12, byla napsána jako inspirace poraženým polským povstáním proti Rusku, či pouze vznikla v této době. Pohřební pochod z klavírní sonáty b moll byl sice napsán dříve než zbytek sonáty, ale skutečná inspirace není známa. Je pravděpodobné, že nebyla inspirována úmrtím nikoho konkrétního.
Co se týče Chopinových inspirací, nelze opomenout také jeho lásky, hlavně Konstancii Gładkowskou a Marii Wodzińskou, pro které komponoval některé své skladby.
Jeho umělecká duše byla též obohacována přátelstvím s „hvězdami“ tehdejšího varšavského uměleckého a intelektuálního světa jako byli: Maurycy Mochnacki, Józef Bohdan Zaleski a Julian Fontana.
Některé ze skladeb odkazují na opery Chopinovy doby, např. díla Rossiniho, Donizettiho a hlavně Belliniho. Hedley píše: „Od velkých italských pěvců té doby se naučil „zpívat“ na klavír a jeho nokturna odhalují kvalitu jeho cantabile a jemné kouzlo ornamentace.“
Chopin také použil sérii Bachových preludií a fug z Dobře temperovaného klavíru a transformoval je do svých vlastních preludií.
Občas spolupracoval při kompozici s jinými umělci. Rané dílo pro violoncello, Introdukce a polonéza C dur pro violoncello a klavír, Op. 3, vzniklo pravděpodobně díky vlivu Živného a některá pozdní díla, jako např. Sonáta g moll pro violoncello a klavír, pod vlivem přítele a violoncellového virtuosa Augusta Franchomma; na Grand Duu E dur pro violoncello a klavír s ním i přímo spolupracoval.
Chopin se též podílel na Lisztově Hexaméronu, ve kterém složil šestou variaci na Belliniho téma.

### Rubato
Chopin ve svých skladbách často používal rubato (manipulaci s rytmem, v překladu „neklidně“) jako protipól ke striktní hře v tempu.
Cituje-li někdo Chopina v otázce rubata, často se omezí na: „doprovod vždy hraje ve striktním tempu“, ačkoliv je třeba tento citát uvést v kontextu okamžiku a situace, ve které byl vyřčen. Constantin von Sternberg napsal:
| „                                                                         | Je zábavné slyšet, když nějaká vážená osobnost vyjadřuje myšlenku tempa rubata jako „Pravá ruka má určitou svobodu, zatímco levá musí striktně dodržovat tempo“. Dost hudby by mohlo těžit z takového způsobu hry! Představte si zpěv dobré vokalistky doprovázené tupým klavíristou, jehož úder je vždy striktně v tempu, bez ohledu na zpěváka, který v čirém zoufalství musí rezignovat na veškerý umělecký výraz. Tak si to vykládají některé dámy, kterým prý Chopin sám poskytl toto vysvětlení, ale pravděpodobně mu nerozuměly… | “ |
| — Constantin von Sternberg (1852–1924) – „Tempo rubato, and other essays“ | |   |

Sternbergův názor nepřímo potvrzuje také Hector Berlioz, který s rozhodností napsal, že Chopin neumí hrát v rytmu. K jeho pojetí rubata se vyjádřil i Sir Charles Hallé, který Chopinovi pomocí počítání dokazoval, že hraje některé mazurky ve čtyřčtvrtečním rytmu místo tříčtvrtečního. Zároveň také poznamenal, že naprostá svoboda, se kterou zachází s rytmem, je přirozená a neuráží sluch.
Někteří autoři zase upozorňují na důležitost míry rubata, neboť Chopin byl v otázce rytmu přes svoje rubata velmi striktní, při výuce měl na klavíru vždy metronom a pro utužení rytmu dával žákům často hrát Bacha nebo Mozarta.
| „                                                                      | Striktně vyžadoval dodržování rytmu. Nenáviděl vleklost a plouživost, nepatřičná rubata stejně jako přehnaná ritardanda. | “ |
| — Friederike Müller – „Aus dem Tagebuch einer Wiener Chopin-Schülerin“ | |   |

Chopinovo pojetí rytmu shrnuje ve své eseji Paderewski:
| „                                        | Náš lidský metronom, srdce, přestává pod vlivem emocí bít pravidelně. Ve fyziologii se tomu říká arytmie. Chopin hrál dle svého srdce. | “ |
| — Ignacy Jan Paderewski – „Tempo rubato“ | |   |

### Romantismus
Chopin pohlížel na mnoho ze svých současníků s nezájmem, přesto měl hodně známých spojených s romantismem, ať již v hudbě, literatuře nebo výtvarném umění, mnoho z nich prostřednictvím George Sandové. Chopinova hudba je však považována za ztělesnění romantismu.

### Nacionalismus

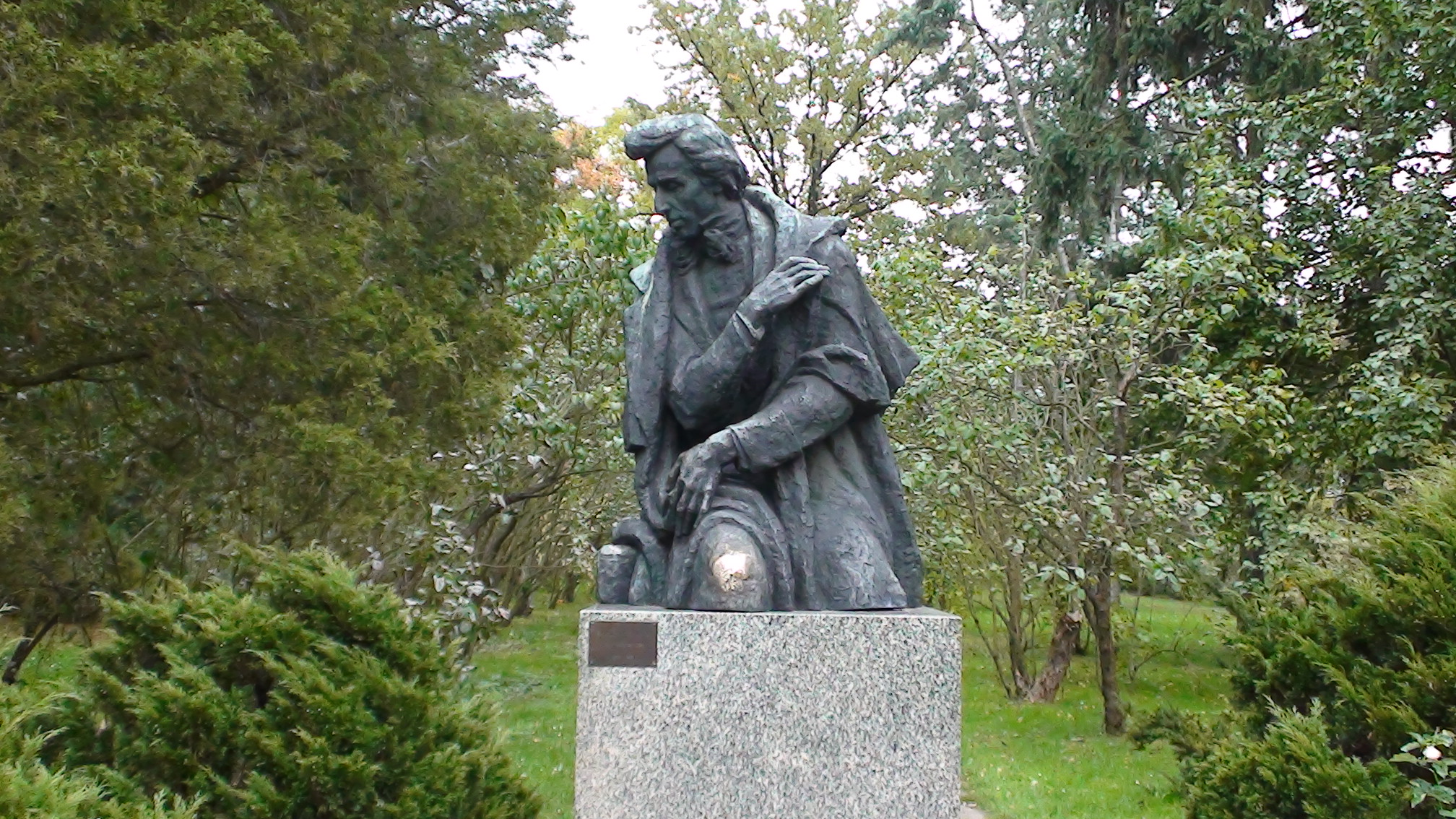
Chopinův památník v obci Żelazowa Wola, autor Józef Gosławski

Zdzisław Jachimecki napsal: „Chopin na každém svém kroku demonstroval svůj polský původ – ve stovkách dopisů, které psal v polštině, v postoji k polským emigrantům v Paříži, ve svém negativním postoji k okupaci Polska.“ Rovněž skládal hudbu na polské texty, nikdy nezhudebňoval německé nebo francouzské, ač měl mezi francouzskými a německými básníky mnoho přátel.
Arthur Hedley uvádí: „našel v sobě a v tragickém osudu Polska svou hlavní inspiraci. Téma polské slávy a utrpení před ním bylo neustále a on přetvářel jednoduché rytmy a melodie svého dětství a mládí do trvalých uměleckých forem.“
Svým vlastenectvím, dle Jachimeckého: „ovlivnil množství skladatelů a děl, z nichž někteří jako Smetana a Grieg to osobně potvrzovali…“

### Chopin jako inspirace

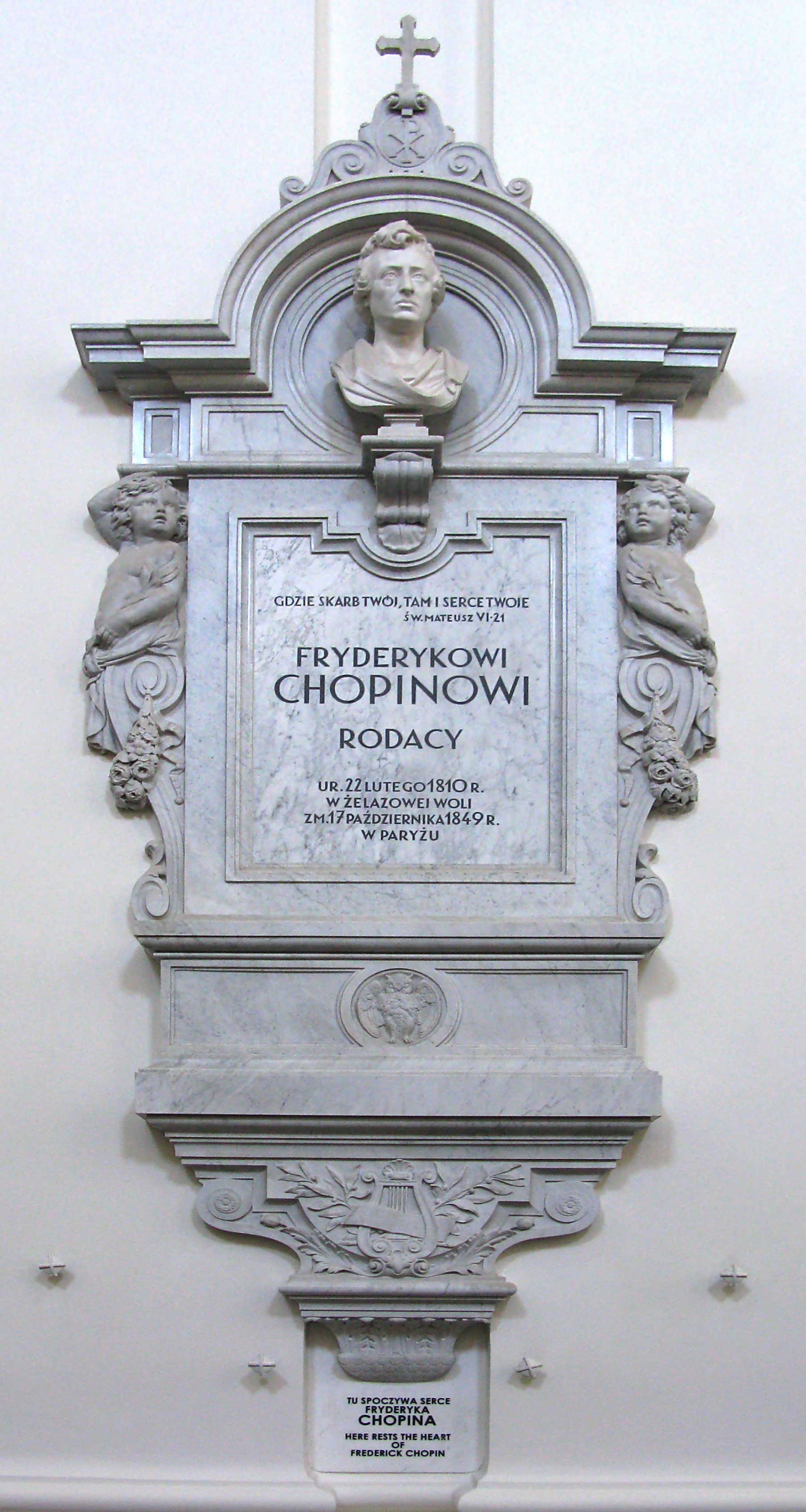
Sloup ve varšavském kostele Svatého kříže. Obsahuje urnu s Chopinovým srdcem. Nad ní je epitaf s citátem z Matoušova evangelia VI:21: Vždyť kde je váš poklad, tam bude i vaše srdce

Mnoho Chopinových skladeb se stalo velmi známými, např.: Revoluční etuda, Op. 10 č. 12, Minutový valčík, Op. 64 č. 1, či třetí věta z Klavírní sonáty č. 2 b moll Pohřební pochod, Op. 35. Chopin však nikdy nepojmenovával svá instrumentální díla jinak než pomocí žánru a čísla, ponechávaje všechny mimohudební asociace na posluchači. Jména, pod kterými jsou jeho díla známa, jim dali jiní.
Témata z některých Chopinových skladeb byla použita v populárních skladbách, např. pomalá část z Fantaisie-Impromptu, Op. 66, nebo první část z Etudy Op. 10 č. 3.
Chopinův styl ovlivnil mnoho skladatelů. Například Robert Schumann byl velkým obdivovatelem jeho hudby. Používal Chopinovy melodie a dokonce po něm pojmenoval část své suity Karneval. Tento obdiv nebyl obecně vždy vzájemný, přesto Chopin dedikoval Schumannovi svou Baladu č. 2 F dur.
Ferenc Liszt byl dalším z Chopinových obdivovatelů a blízkých přátel. Vytvořil transkripce šesti Chopinových polských písní. Liszt však popíral, že by jeho Funérailles (s podtitulem Říjen 1849, sedmá věta jeho klavírní suity Harmonies poétiques et religieuses z roku 1853) byla napsána na Chopinovu památku. Její střední část se zdá být založena na oktávové sekci Chopinovy Polonézy As dur, Op. 53, ale Liszt tvrdil, že byl inspirován smrtí svých tří maďarských přátel.
Johannes Brahms a mladí ruští skladatelé také nalézali inspiraci v Chopinových dílech. Jeho preludia (Op. 28) a etudy (Op. 10 a 25) se rychle staly standardy a inspirovaly jak Liszta v Transcendentálních etudách, tak Schumanna v Symfonických etudách. Alexandr Skrjabin byl též silně ovlivněn Chopinem, například ve svých 24 preludiích, Op. 11, byl inspirován Chopinovým Op. 28.

### Interpretace
Jeremy Siepmann ve své biografii předkládá výčet pianistů, jejichž nahrávky Chopinových děl se staly všeobecně známými a platí za nejzdařilejší: Vladimir de Pachmann, Raoul Pugno, Ignacy Jan Paderewski, Moriz Rosenthal, Sergej Rachmaninov, Alfred Cortot, Ignaz Friedman, Raoul Koczalski, Arthur Rubinstein, Mieczysław Horszowski, Claudio Arrau, Vlado Perlemuter, Vladimir Horowitz, Dinu Lipatti, Vladimir Ashkenazy, Martha Argerichová, Maurizio Pollini, Murray Perahia, Krystian Zimerman, Jevgenij Igorjevič Kissin. Z nejmladší generace lze dodat ještě Yundiho Li, Rafała Blechacze a Julianu Avdějevovou, vítěze posledních ročníků Chopinovy mezinárodní klavírní soutěže.
Z českých interpretů lze zmínit následující: Ivan Moravec, Ivo Kahánek, Martin Kasík.

## Dílo
Zachovalo se přes 230 Chopinových děl, některé rukopisy a skladby z dětství a mládí se ztratily. Všechny skladby jsou určeny pro klavír, většina z nich pro sólový klavír, výjimkou jsou např. dva klavírní koncerty nebo komorní hudba.

### Skladby
- 3 klavírní sonáty
- 4 scherza
- 4 balady

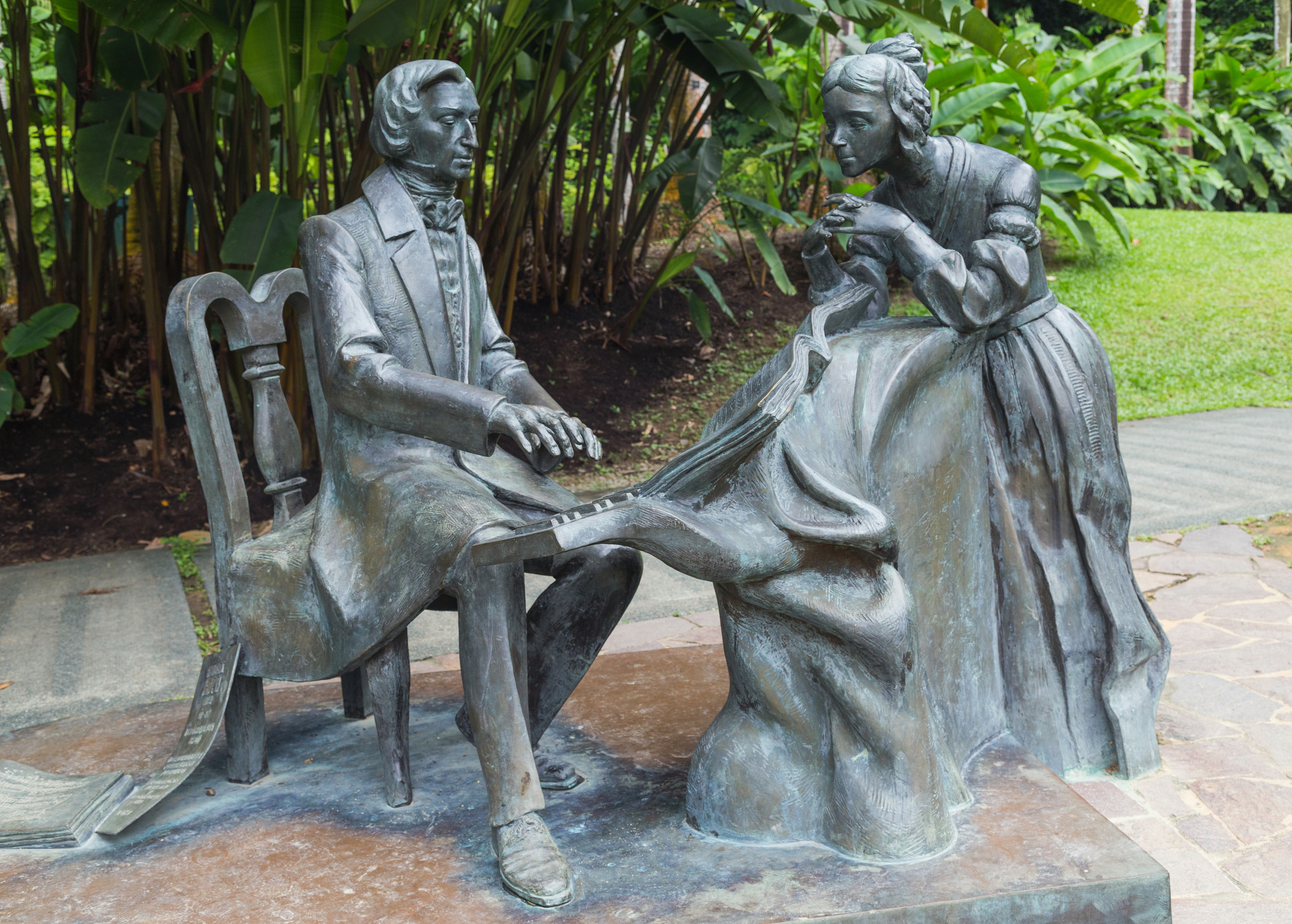
Chopinova socha v Singapurské botanické zahradě.

- 17 polonéz, včetně jedné s orchestrálním doprovodem a jedné pro violoncello s klavírním doprovodem
- 58 mazurek
- 20 valčíků
- 26 preludií (24 z Op. 28)
- 4 imprompta
- 21 nokturn
- 27 etud (12 v Op. 10, 12 v Op. 25 a 3 ve sbírce bez opusového čísla)
- 2 koncerty pro klavír a orchestr, Op. 11 a Op. 21

Vydáváním souborných děl Fryderyka Chopina se zabývá např. krakovské vydavatelství Polskie Wydawnictwo Muzycne, aktuálně např. v tzv. Národní edici pod vedením Jana Ekiera nebo v dřívější edici pod vedením Paderewského.

### Opusová čísla
Po sérii nevydaných studentských skladeb bylo prvním vydaným opusem Klavírní rondo c moll. Poslední opusové číslo použité Chopinem je pak 65, přidělené Sonátě g moll pro violoncello a klavír.
Chopin si na smrtelném loži přál, aby byly všechny jeho nepublikované rukopisy zničeny. Přesto, na žádost jeho matky a sestry, vydal Julian Fontana výběr 23 dosud nevydaných skladeb a seskupil je pod opusová čísla 66–73. Tato díla byla vydána roku 1855.
Roku 1857 bylo vydáno 17 polských písní pod číslem Op. 74. Další písně objevené později nejsou součástí tohoto opusového čísla.
Díla vydaná po roce 1857 nenesou opusová čísla.

## Nástroje
Když žil Chopin ve Varšavě, skládal a hrál na klavír z dílny Buchholze. Později, když žil v Paříži, zakoupil nástroj od firmy Pleyel et Cie. Pleyelovy klavíry hodnotil jako „non plus ultra“ (není nic lepšího). Když Chopinovo křídlo z Pleyelovy dílny vyzkoušel v Paříži Franz Liszt, popsal jeho zvuk jako „spojení křišťálu a vody“. V londýnském domě měl Chopin tři klavíry, které zmiňuje ve svých dopisech: „Mám velký salonek se třemi klavíry, Pleyelem, Broadwoodem a Erardem.“ V roce 2018 mohla veřejnosti poprvé slyšet zvuk kopie Chopinova klavíru od firmy Buchholtzova, postavená Paulem McNultym, a to ve Velkém divadle ve Varšavě. Tento nástroj použil varšavský Chopinův institut pro svou první mezinárodní Chopinovu soutěž na dobových nástrojích.

## Memorabilia
Roku 1909 na oslavu stého výročí Chopinova narození složil ruský skladatel Sergej Michajlovič Ljapunov symfonickou báseň nazvanou Željazova Volja, Op. 37 (rusky Желязова Воля).

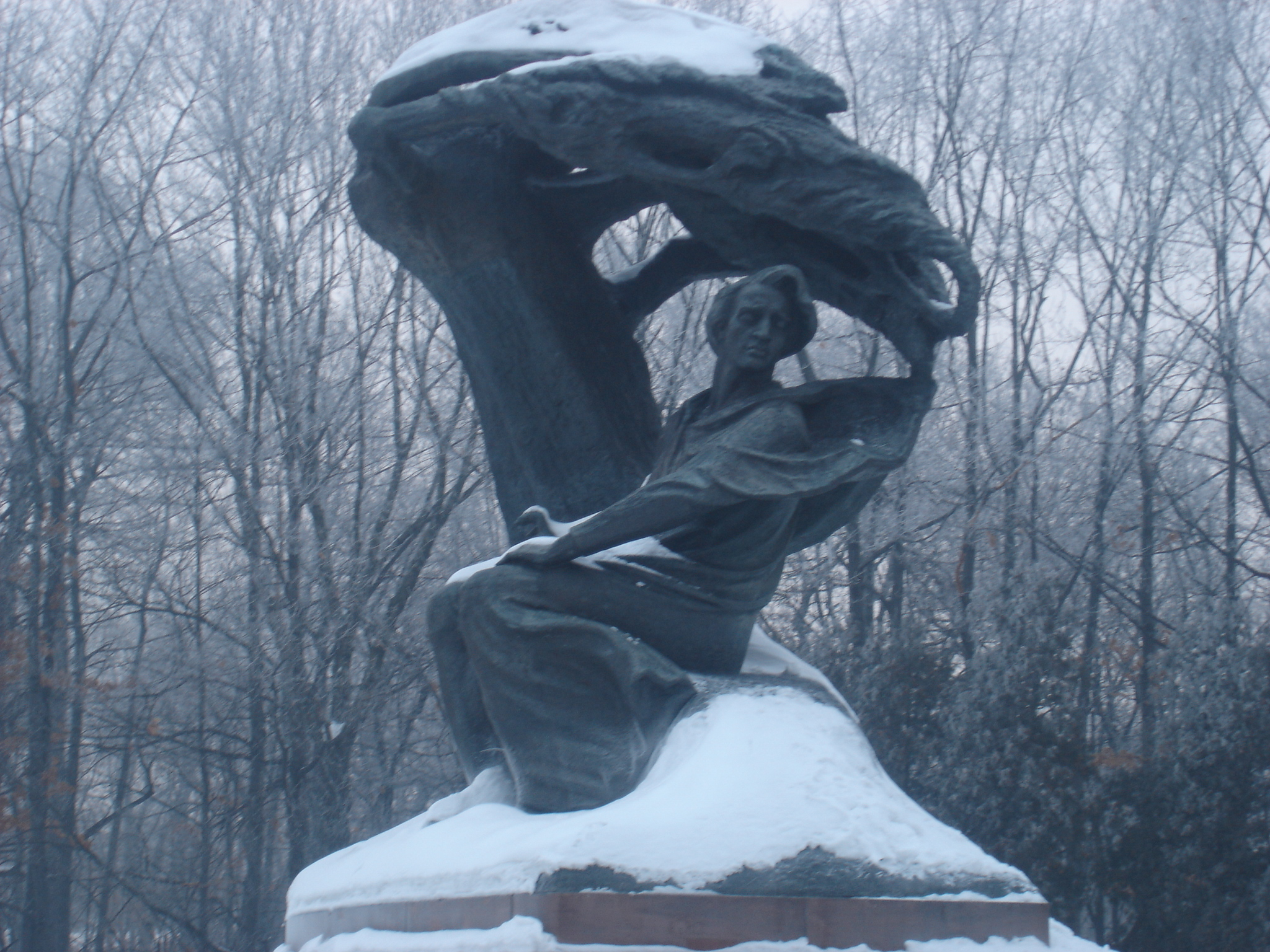
Chopinova socha v parku Łazienki ve Varšavě

Roku 1926 byla odhalena v parku Łazienki bronzová socha, kterou vytvořil roku 1907 sochař Wacław Szymanowski. Socha měla být původně odhalena již roku 1910 ke stému výročí narození, ale obřad byl odložen kvůli sporům o podobu sochy a následně kvůli vypuknutí první světové války. 31. května 1940 byla socha zničena nacisty. Po válce, roku 1958, byla obnovena. Od roku 1959 jsou u ní pořádány o letních nedělních odpoledních recitály Chopinových skladeb. Do roku 2007 to byla nejvyšší Chopinova socha na světě. Tou je teď modernistická sochu autorky Lu Pin v Šanghaji, odhalená 3. března 2007.
Replika této Szymanowského sochy se nachází také v japonském městě Hamamacu. V plánu je též umístění další repliky na břehu Michiganského jezera v Chicagu, vedle již v tomto městě existující sochy v Chopinově parku.
Od roku 1927 se koná ve Varšavě každých pět let nejstarší monotematická hudební soutěž, Chopinova mezinárodní klavírní soutěž.
V Česku se koná pravidelně v Mariánských Lázních Mezinárodní klavírní soutěž Fryderyka Chopina a Chopinův festival. V Mariánských Lázních se také nachází Památník Fryderyka Chopina umístěný v domu Chopin, otevřený roku 1960, s exponáty a informacemi o Chopinově životě a jeho pobytech v Čechách.
Pravidelně je Chopinovou společností ve Varšavě udělována cena Grand prix du disque de F. Chopin, která oceňuje kvalitní nahrávky Chopinových skladeb.
Životem a dílem skladatele se zabývá varšavský Národní institut Fryderyka Chopina (polsky Narodowy Instytut Fryderyka Chopina), který mj. provozuje Muzeum Fryderyka Chopina.
Po skladateli je pojmenována největší polská konzervatoř a hudební akademie (polsky Uniwersytet Muzyczny Fryderyka Chopina), varšavské letiště (polsky Port Lotniczy im. Fryderyka Chopina) a také asteroid 3784 Chopin.
V Tichém oceánu v podmořských Horách skladatelů je útvar mořského dna zvaný Chopinova hora.
Na trase Varšava–Katovice–Bohumín–Břeclav–Vídeň je provozován pár nočních vlaků EuroNight EN 406 (Vídeň → Varšava) a EN 407 (Varšava → Vídeň) pojmenovaných Chopin.

## Nahrávky na nástrojích Chopinovy doby
- Alexej Ljubimov. Chopin, Bach, Mozart, Beethoven. At Chopin’s Home Piano. Nahráno na originálním klavíru Pleyel 1843.
- Krzysztof Książek. Fryderyk Chopin, Karol Kurpiński. Piano Concerto No.2 f-moll (solo version), Mazurkas, Ballade; Fugue & Coda B-dur. Nahráno na replice klavíru Buchholtz od Paula McNultyho.
- Viviana Sofronitsky, Sergei Istomin. Fryderyk Chopin. Complete works for cello and piano. Nahráno na replikách klavírů Pleyel 1830 a Graf 1819 od McNultyho.
- Dina Yoffe. Fryderyk Chopin. Piano Concertos No. 1 & 2, version for one piano. Nahráno na klavíru Pleyel 1848 a Erard 1838.
- Riko Fukuda, Tomias Koch. Chopin, Mendelssohn, Moscheles, Hiller, Liszt. Grand duo Œuvres pour duo de pianofortes. Nahráno na klavírech Graf 1830 a 1845.
- Tomasz Ritter. Fryderyk Chopin. Sonata in B Minor, Ballade in F minor, Polonaises, Mazurkas. Karol Kurpiński. Polonaise in D minor. Nahráno na klavíru Pleyel 1842, Erard 1837 a na replice klavíru Buchholtz od McNultyho.